# Seznam vypravování Tisíce a jedné noci
Kniha Tisíce a jedné noci se vyvíjela pozvolna během tisíciletí. Postupně vznikal rozsáhlý svod vypravování schválně podřízený, co do počtu nocí, svému titulu. Dochované rukopisy i první kompletní tisky Tisíce a jedné noci se liší nejen počtem příběhů a načasováním nocí, ale liší se také názvy jednotlivých příběhů, pokud nejsou přímo vynechány.
Následující srovnávací tabulka s díky navazuje na práci Felixe Tauera. Tím je složitost Tisíce a jedné noci pouze nastíněna, zdaleka ne však vykreslena.

## Seznam vypravování, pohádek a příběhů
|                                                                                                   | Tauerův překlad, 2. vydání (1958–1963)                                                                      | Tauerův překlad, 3. vydání (1973–1975)                                                                         | pořadí noci       | arabské tisky a překlady  |
|                                                                                                   | Kniha tisíce a jedné noci — I (1958)                                                                        | Tisíc a jedna noc — díl první (1970)                                                                           |                   |                           |
| 1                                                                                                 | Pohádka o králi Šahrijárovi a jeho bratru králi Šáhzamánovi                                                 | Vypravování o králi Šahrijárovi a jeho bratru králi Šáh’amánovi                                                |                   | K1 K2 E V S G La B Li Sa  |
| 2                                                                                                 | • Pohádka o býku a oslu a rolníkovi [Vypráví vezír, otec Šahrazády]                                         | • Vypravování o býku, oslu a rolníkovi                                                                         |                   | K1 K2 E V S G La B Li Sa  |
| 3                                                                                                 | Pohádka o kupci a džinnovi                                                                                  | Vypravování o kupci a džinnovi                                                                                 | noc 1.            | K1 K2 E V S G La B Li Sa  |
| 4                                                                                                 | • Vypravování prvního starce                                                                                | • Vypravování prvního starce                                                                                   | noc 1. a 2.       | K1 K2 E V S G La B Li Sa  |
| 5                                                                                                 | • Vypravování druhého starce                                                                                | • Vypravování druhého starce                                                                                   | noc 2.            | K1 K2 E V S G La B Li Sa  |
| 6                                                                                                 | • Vypravování třetího starce                                                                                | • Vypravování třetího starce                                                                                   | noc 2. a 3.       | K1 E V S La B Li Sa       |
| 7                                                                                                 | Pohádka o rybáři a ‘ifrítovi                                                                                | Vypravování o rybáři a ‘ifrítovi                                                                               | noc 3. a 4.       | K1 K2 E V S G La B Li Sa  |
| 8                                                                                                 | • Pohádka o vezíru krále Júnána a příběhu mudrce Dúbána                                                     | • Vypravování o vezíru krále Júnána a příběhu mudrce Dúbána                                                    | noc 4. a 5.       | K1 K2 E V S G La B Li Sa  |
| 9                                                                                                 | • • Pohádka o králi Sindibádovi                                                                             | • • Vypravování o králi Sindibádovi                                                                            | noc 5.            | K2 E S B Li Sa            |
| 10                                                                                                | • • Pohádka o lstivém vezírovi                                                                              | • • Vypravování o lstivém vezírovi                                                                             | noc 5. až 7.      | K1 K2 E V S G La B Li Sa  |
| 11                                                                                                | • Vypravování zakletého jinocha                                                                             | • Vypravování zakletého jinocha                                                                                | noc 7. až 9.      | K1 K2 E V S G La B Li Sa  |
| 12                                                                                                | Pohádka o nosiči a třech dívkách                                                                            | Vypravování o nosiči a třech mladicích                                                                         | noc 9. až 11.     | K1 K2 E V S G La B Li Sa  |
| 13                                                                                                | • Vypravování prvního ḳalandara                                                                             | • Vypravování prvního kalandara                                                                                | noc 11. a 12.     | K1 K2 E V S G La B Li Sa  |
| 14                                                                                                | • Vypravování druhého ḳalandara                                                                             | • Vypravování druhého kalandara                                                                                | noc 12. a 13.     | K1 K2 E V S G La B Li Sa  |
| 15                                                                                                | • • Pohádka o závistníku a o tom, jemuž záviděl                                                             | • • Vypravování o závistníku a o tom, jemuž záviděl                                                            | noc 13. a 14.     | K1 K2 V S G La B Li Sa    |
| 16                                                                                                | • Vypravování třetího ḳalandara                                                                             | • Vypravování třetího kalandara                                                                                | noc 14. až 17.    | K1 K2 E V S G La B Li Sa  |
| 17                                                                                                | • Vypravování nejstarší dívky                                                                               | • Vypravování první mladice                                                                                    | noc 17. a 18.     | K1 K2 E V S G La B Li Sa  |
| 18                                                                                                | • Vypravování vrátné                                                                                        | • Vypravování vrátné                                                                                           | noc 18. a 19.     | K2 E V S G La B Li Sa     |
| 19                                                                                                | Pohádka o zabité dívce                                                                                      | Vypravování o třech jablkách                                                                                   | noc 19. a 20.     | K1 K2 E V S G La B Li Sa  |
| 20                                                                                                | • Pohádka o vezíru Šamsaddínovi a jeho bratru Núraddínovi                                                   | • Vypravování o vezíru Šamsaddínovi a jeho bratru vezíru Núraddínovi                                           | noc 20. až 24.    | K1 K2 E V S .G La B Li Sa |
| 21                                                                                                | Pohádka o krejčím a hrbáčovi a židovi a dozorci a křesťanu                                                  | Vypravování o krejčím, hrbáči, židovi, dozorci a křesťanovi                                                    | noc 24. a 25.     | K1 K2 E V S G La B Li Sa  |
| 22                                                                                                | • Vypravování křesťanovo                                                                                    | • Vypravování křesťanovo                                                                                       | noc 25. až 27.    | K1 K2 E V S G La B Li Sa  |
| 23                                                                                                | • Vypravování dozorcovo                                                                                     | • Vypravování dozorcovo                                                                                        | noc 27. a 28.     | K1 K2 E V S G La B Li Sa  |
| 24                                                                                                | • Vypravování židovo                                                                                        | • Vypravování židovo                                                                                           | noc 28. a 29.     | K1 K2 E V S G La B Li Sa  |
| 25                                                                                                | • Vypravování krejčího                                                                                      | • Vypravování krejčího                                                                                         | noc 29. až 31.    | K1 K2 E V S G La B Li Sa  |
| 26                                                                                                | • • Vypravování holičovo                                                                                    | • • Vypravování holičovo                                                                                       | noc 31.           | K1 K2 E V S G La B Li Sa  |
| 27                                                                                                | • • • Příběh prvního bratra holičova                                                                        | • • • Příběh prvního bratra holičova                                                                           | noc 31.           | K1 K2 E V S G La B Li Sa  |
| 28                                                                                                | • • • Příběh druhého bratra holičova                                                                        | • • • Příběh druhého bratra holičova                                                                           | noc 31. a 32.     | K1 K2 EV G La B Li Sa     |
| 29                                                                                                | • • • Příběh třetího bratra holičova                                                                        | • • • Příběh třetího bratra holičova                                                                           | noc 32.           | K1 K2 E V S G La B Li Sa  |
| 30                                                                                                | • • • Příběh čtvrtého bratra holičova                                                                       | • • • Příběh čtvrtého bratra holičova                                                                          | noc 32.           | K1 K2 E V S G La B Li Sa  |
| 31                                                                                                | • • • Příběh pátého bratra holičova                                                                         | • • • Příběh pátého bratra holičova                                                                            | noc 32. a 33.     | K1 K2 E V S G La B Li Sa  |
| 32                                                                                                | • • • Příběh šestého bratra holičova                                                                        | • • • Příběh šestého bratra holičova                                                                           | noc 33. a 34.     | K1 K2 E V S G La B Li Sa  |
| 33                                                                                                | Pohádka o Núraddínovi ‘Alím a Anísaldžalíse                                                                 | Vypravování o Núraddínovi ‘Alím a Anísaldžalíse                                                                | noc 34. až 38.    | K1 K2 E V S G La B Li Sa  |
| 34                                                                                                | Pohádka o Ġánimovi a Ḳútalḳulúbě                                                                            | Vypravování o Ghánimovi a Kútalkulúbě                                                                          | noc 38. a 39.     | K2 E V S G La B Li Sa     |
| 35                                                                                                | • Vypravování kleštěnce Buchaita                                                                            | • Vypravování kleštěnce Buchaita                                                                               | noc 39.           | K2 E V B Li Sa            |
| 36                                                                                                | • Vypravování kleštěnce Káfúra                                                                              | • Vypravování kleštěnce Káfúra                                                                                 | noc 39. až 45.    | K2 E V S La B Li Sa       |
|                                                                                                   | Kniha Tisíce a jedné noci — II (1958)                                                                       | |                   |                           |
| 37                                                                                                | Vypravování o králi ‘Umaru ibn an-Nu‘mán a jeho dvou synech Šarrkánovi a Ḍau’almakánovi                     | Vypravování o králi ‘Umaru ibn an-Nu‘mán a jeho dvou synech Šarrkánovi a Dau‘al-makánovi                       | noc 45. až 107.   | K2 E S B Li Sa            |
| 38                                                                                                | • Pohádka o Tádžalmulúkovi a paní Dunjá                                                                     | • Vypravování o Tádžalmulúkovi a paní Dunjá                                                                    | noc 107. až 112.  | K2 E S La B Li Sa         |
| 39                                                                                                | • • Příběh ‘Azíze a ‘Azízy                                                                                  | • • Příběh ’Azíze a ’Azízy                                                                                     | noc 112. až 142.  | K2 E S La B Li Sa         |
| 40                                                                                                | • Příběh poživače ḥašíše                                                                                    | • Příběh požívače hašíše                                                                                       | noc 142. až 144.  | K2 E B Li Sa              |
| 41                                                                                                | • Vypravování beduina Ḥammáda                                                                               | • Vypravování beduína Hammáda                                                                                  | noc 144. a 145.   | K2 E B Li Sa              |
|                                                                                                   | Kniha Tisíce a jedné noci — III (1959)                                                                      | Tisíc a jedna noc — díl druhý (1973)                                                                           |                   |                           |
| 42                                                                                                | Pohádka o zvířatech a člověku                                                                               | Vypravování o zvířatech a člověku                                                                              | noc 146. a 147.   | K2 E S La B Li Sa         |
| 43                                                                                                | Pohádka o poustevníku a holubech                                                                            | Vypravování o poustevníku a holubech                                                                           | noc 147. a 148.   | K2 E S B Li Sa            |
| 44                                                                                                | Pohádka o zbožném pastýři                                                                                   | Vypravování o zbožném pastýři                                                                                  | noc 148.          | K2 E S B Li Sa            |
| 45                                                                                                | Pohádka o vodním ptáku a želvě                                                                              | Vypravování o vodním ptáku a želvě                                                                             | noc 148.          | K2 E S B Li Sa            |
| 46                                                                                                | Pohádka o vlku a lišce                                                                                      | Vypravování o vlku a lišce                                                                                     | noc 148. a 149.   | K2 E S La B Li Sa         |
| 47                                                                                                | • Pohádka o sokolu a koroptvi                                                                               | • Vypravování o sokolu a koroptvi                                                                              | noc 149. a 150.   | K2 E S La B Li Sa         |
| 48                                                                                                | Pohádka o myši a kolčavě                                                                                    | Vypravování o myši a kolčavě                                                                                   | noc 150.          | K2 E S B Li Sa            |
| 49                                                                                                | Pohádka o havranu a kočce                                                                                   | Vypravování o havranu a kočce                                                                                  | noc 150.          | K2 E S B Li Sa            |
| 50                                                                                                | Pohádka o lišce a havranu                                                                                   | Vypravování o lišce a havranovi                                                                                | noc 150.          | K2 E S B Li Sa            |
| 51                                                                                                | • Pohádka o bleše a myši                                                                                    | • Vypravování o bleše a myši                                                                                   | noc 150. a 151.   | K2 E S B Li Sa            |
| 52                                                                                                | • Pohádka o sokolu a dravých ptácích                                                                        | • Vypravování o sokolu a dravých ptácích                                                                       | noc 151. a 152.   | K2 E S B Li Sa            |
| 53                                                                                                | • Pohádka o vrabci a orlu                                                                                   | • Vypravování o vrabci a orlu                                                                                  | noc 152.          | K2 E S B Li Sa            |
| 54                                                                                                | Pohádka o ježku a doupnákovi                                                                                | Vypravování o ježku a doupnákovi                                                                               | noc 152.          | K2 E S B Li Sa            |
| 55                                                                                                | • Pohádka o kupci a podvodnících                                                                            | • Vypravování o kupci a podvodnících                                                                           | noc 152.          | K2 E S B Li Sa            |
| 56                                                                                                | Pohádka o zloději s opicí                                                                                   | Vypravování o zloději a opici                                                                                  | noc 152.          | K2 E S B Li Sa            |
| 57                                                                                                | • Pohádka o bláznivém tkalci                                                                                | • Vypravování o bláznivém tkalci                                                                               | noc 152.          | K2 E S B Li Sa            |
| 58                                                                                                | Pohádka o pávu a vrabci                                                                                     | Vypravování o pávu a vrabci                                                                                    | noc 152.          | K2 E S B Li Sa            |
| 59                                                                                                | Pohádka o ‘Alím ibn Bakkár a Šamsannaháře                                                                   | Vypravování o ‘Alím ibn Bakkár a Šamsannaháře                                                                  | noc 153. až 169.  | K1 K2 E V G La B Li Sa    |
| 60                                                                                                | Pohádka o Ḳamarazzamánovi a jeho manželkách Budúře a Ḥajátannufúse a jeho synech al-Amdžadovi a al-As‘adovi | Vypravování o Kamarazzamánovi, jeho manželkách Budúře a Hajátannufúse a jeho synech al-Amdžadovi a al-As‘adovi | noc 170. až 237.  | K2 E V S G La B Li Sa     |
| 61                                                                                                | • Pohádka o Ni‘mov i a Nu‘mě                                                                                | • Vypravování o Ni’movi a Nu’mě                                                                                | noc 237. až 249.  | K2 E V S La B Li Sa       |
| 62                                                                                                | Pohádka o ‘Alá’addínovi Abu-š-šámát                                                                         | Vypravování o ‘Alá’addínovi Abu-š-šámát                                                                        | noc 249. až 269.  | K2 E V S La B Li Sa       |
| 63                                                                                                | Vypravování o štědrosti Ḥátima aṭ-Ṭá’ího                                                                    | Vypravování o štědrosti Hátima at-Tá’ího                                                                       | noc 269. a 270.   | K2 E V S La B Li Sa       |
| 64                                                                                                | Příběh Ma‘na ibn Zá’ida s třemi dívkami                                                                     | Příběh Ma‘na ibn Zá’ida s třemi dívkami                                                                        | noc 270. a 271.   | K2 E V S La B Li Sa       |
| 65                                                                                                | Příběh Ma‘na ibn Zá’ida s mužem, který mu přinesl okurky                                                    | Příběh Ma‘na ibn Zá’ida s mužem, který mu přinesl okurky                                                       | noc 271.          | K2 E V S B Li Sa          |
| 66                                                                                                | Vypravování o městě Labṭíṭu                                                                                 | Vypravování o městě Labtítu                                                                                    | noc 271. a 272.   | K2 E V S B Li Sa          |
| 67                                                                                                | Příběh Hišáma ibn ‘Abdalmalik s kočovnickým chlapcem                                                        | Příběh Hišáma ibn ‘Abdalmalik s kočovnickým chlapcem                                                           | noc 272.          | K2 E V S B Li Sa          |
| 68                                                                                                | Příběh Ibráhíma ibn al-Mahdí s al-Ma’múnem                                                                  | Příběh Ibráhíma ibn al-Mahdí s al-Ma’múnem                                                                     | noc 272. až 275.  | K2 E V S La B Li Sa       |
| 69                                                                                                | Vypravování o Iramu Dhátal‘imád                                                                             | Vypravování o Iramu Dhátal‘imád                                                                                | noc 275. až 279.  | K2 E V S La B Li Sa       |
| 70                                                                                                | Vypravování Isḥáḳa al-Mauṣilího o sňatku al-Ma’múna s Chadídžou, dcerou al-Ḥasana ibn Sahl                  | Vypravování Isháka al-Mausilího o sňatku al-Ma’múna s Chadídžou, dcerou al-Hasana ibn Sahl                     | noc 279. a 282.   | K1 K2 E V S La B Li Sa    |
| 71                                                                                                | Příběh poklizeče jatek se ženou jednoho z velmožů                                                           | Příběh poklizeče z jatek se ženou jednoho z velmožů                                                            | noc 282. až 285.  | K2 E S B Li Sa            |
| 72                                                                                                | Pohádka o chalífovi Hárúnu ar-Rašídovi a druhém chalífovi                                                   | Vypravování o chalífovi Hárúnu ar-Rašídovi a druhém chalífovi                                                  | noc 285. až 294.  | K2 E V S La B Li Sa       |
|                                                                                                   | Kniha Tisíce a jedné noci — IV (1959)                                                                       | |                   |                           |
| 73                                                                                                | Příběh ‘Alího Peršana s drzým Kurdem                                                                        | Příběh ‘Alího Peršana s drzým Kurdem                                                                           | noc 294. až 296.  | K2 E S B Li Sa            |
| 74                                                                                                | Příběh Hárúna ar-Rašída se soudcem Abú Júsufem ve věci otrokyně                                             | Příběh Hárúna ar-Rašída se soudcem Abú Júsufem ve věci otrokyně                                                | noc 296. a 297.   | K2 E V S B Li Sa          |
| 75                                                                                                | Příběh Chálida ibn ‘Abdalláh al-Ḳasrího s jinochem, jenž dělal ze sebe zloděje                              | Příběh Chálida ibn ‘Abdalláh al-Kasrího s jinochem, který dělal ze sebe zloděje                                | noc 297. až 299.  | K2 E V S La B Li Sa       |
| 76                                                                                                | Vypravování o šlechetnosti Dža‘fara Barmakovce k prodavači bobů                                             | Vypravování o šlechetnosti Dža‘fara Barmakovce k prodavači bobů                                                | noc 299.          | K2 E S La B Li Sa         |
| 77                                                                                                | Pohádka o Abú Muḥammadu Lenochovi                                                                           | Vypravování o Abú Muhammadu Lenochovi                                                                          | noc 299. až 305.  | K2 E V S La B Li Sa       |
| 78                                                                                                | Vypravování o šlechetnosti Jaḥji ibn Chálid k Manṣúrovi                                                     | Vypravování o šlechetnosti Jahji ibn Chálid k Mansúrovi                                                        | noc 305. a 306.   | K2 E S La B Li Sa         |
| 79                                                                                                | Vypravování o šlechetnosti Jaḥji ibn Chálid k muži, který padělal jeho list                                 | Vypravování o šlechetnosti Jahji ibn Chálid k muži, který padělal jeho list                                    | noc 306. a 307.   | K2 E V S La B Li Sa       |
| 80                                                                                                | Vypravování o al-Ma’múnovi a právníku, který odepřel píti víno                                              | Vypravování o al-Ma’múnovi a právníku, který odepřel pít víno                                                  | noc 307. a 308.   | K2 E S La B Li Sa         |
| 81                                                                                                | Pohádka o ‘Alím Šárovi a jeho otrokyni Zumurrudě                                                            | Vypravování o ʻAlím Šárovi a jeho otrokyni Zumurrudě                                                           | noc 308. až 327.  | K2 E V S La B Li Sa       |
| 82                                                                                                | Příběh Džubaira ibn ‘Umair aš-Šaibáního s paní Budúrou                                                      | Příběh Džubaira ibn ‘Umair aš-Šaibáního s paní Budúrou                                                         | noc 327. až 334.  | K2 E V La B Li Sa         |
| 83                                                                                                | Vypravování o jamanském muži a jeho šesti otrokyních                                                        | Vypravování o jamanském muži a jeho šesti otrokyních                                                           | noc 334. až 338.  | K2 E V B Li Sa            |
| 84                                                                                                | Příběh Hárúna ar-Rašída s otrokyní a Abú Nuvásem                                                            | Příběh Hárúna ar-Rašída s otrokyní a Abú Nuvásem                                                               | noc 338. až 340.  | K2 E V B Li Sa            |
| 85                                                                                                | Příběh zchudlého muže s psem jednoho boháče                                                                 | Příběh zchudlého muže se psem jednoho boháče                                                                   | noc 340. a 341.   | K2 E V S La B Li Sa       |
| 86                                                                                                | Příběh vojáka s taškářem                                                                                    | Příběh vojáka s taškářem                                                                                       | noc 341. a 342.   | K2 E S La B Li Sa         |
| 87                                                                                                | Příběh al-Malika an-Náṣira s třemi válími                                                                   | Příběh al-Malika an-Násira s třemi válími                                                                      | noc 342. a 343.   | K2 E V S La B Li Sa       |
| 88                                                                                                | • Vypravování válího z Ḳáhiry                                                                               | • Vyprávění válího z Káhiry                                                                                    | noc 343.          | K2 E V S La B Li Sa       |
| 89                                                                                                | • Vypravování válího z Bulaḳu                                                                               | • Vyprávění válího z Bulaku                                                                                    | noc 343. a 344.   | K2 E V S La B Li Sa       |
| 90                                                                                                | • Vypravování válího ze Staré Ḳáhiry                                                                        | • Vyprávění válího ze Staré Káhiry                                                                             | noc 344.          | K2 E V S La B Li Sa       |
| 91                                                                                                | Příběh penězoměnce se zlodějem                                                                              | Příběh penězoměnce se zlodějem                                                                                 | noc 344. a 345.   | K2 E V S La B Li Sa       |
| 92                                                                                                | Příběh ‘Alá’addína, válího v Ḳúṣu, s lupičem                                                                | Příběh ‘Alá’addína, válího v Kúsu, s lupičem                                                                   | noc 345. a 346.   | K2 E S B Li Sa            |
| 93                                                                                                | Vypravování o sňatku Ibráhíma ibn al-Mahdí se sestrou jednoho kupce                                         | Vypravování o sňatku Ibráhíma ibn al-Mahdí se sestrou jednoho kupce                                            | noc 346. a 347.   | K2 E V S La B Li Sa       |
| 94                                                                                                | Příběh ženy, jež dala almužnu prosebníku                                                                    | Příběh ženy, která dala almužnu prosebníku                                                                     | noc 347. a 348.   | K2 E V S La B Li Sa       |
| 95                                                                                                | Příběh zbožného muže ze synů Isrá’ílových                                                                   | Příběh zbožného muže ze synů Isrá’ílových                                                                      | noc 348. a 349.   | K2 E S La B Li Sa         |
| 96                                                                                                | Příběh Abú Ḥassána az-Zijádího s Churásáňanem a al-Ma’múnem                                                 | Příběh Abú Hassána az-Zijádího s Churásáňanem a al Ma’múnem                                                    | noc 349. až 351.  | K2 E S La B Li Sa         |
| 97                                                                                                | Příběh muže, jemuž jeho přítel pomohl z tísně                                                               | Příběh muže, kterému jeho přítel pomohl z tísně                                                                | noc 351.          | K2 E V S La B Li Sa       |
| 98                                                                                                | Příběh muže baġdádského, který měl ve svém domě poklad                                                      | Příběh muže bagdádského, který měl ve svém domě poklad                                                         | noc 351. a 352.   | K2 E V S La B Li Sa       |
| 99                                                                                                | Příběh al-Mutavakkila s jeho otrokyní Maḥbúbou                                                              | Příběh al-Mutavakkila s jeho otrokyní Mahbúbou                                                                 | noc 352. a 353.   | K2 E S La B Li Sa         |
| 100                                                                                               | Příběh řezníka Vardána                                                                                      | Příběh řezníka Vardána                                                                                         | noc 353. až 355.  | K2 E S B Li Sa            |
| 101                                                                                               | Příběh mladého řezníka s dcerou královskou a její opicí                                                     | Příběh mladého řezníka s dcerou královskou a jejím opičákem                                                    | noc 355. až 357.  | K2 E B Li Sa              |
| 102                                                                                               | Pohádka o ebenovém koni                                                                                     | Vypravování o ebenovém koni                                                                                    | noc 357. až 371.  | K2 E V S G La B Li Sa     |
| 103                                                                                               | Pohádka o Unsalvudžúdovi a al-Vardfilakmámě                                                                 | Vypravování o Unsalvudžúdovi a al-Vardfilakmámě                                                                | noc 371. až 381.  | K2 E V S La B Li Sa       |
| 104                                                                                               | Příběh Abú Nuváse s třemi chlapci a Hárúnem ar-Rašídem                                                      | Příběh Abú Nuváse s třemi chlapci a Hárúnem ar-Rašídem                                                         | noc 381. až 383.  | K2 E V B Li Sa            |
| 105                                                                                               | Příběh zchudlého muže, který prodal svou otrokyni                                                           | Příběh zchudlého muže, který prodal svou otrokyni                                                              | noc 383.          | K2 E S La B Li Sa         |
| 106                                                                                               | Příběh dvou milenců z kmene ‘Udhra                                                                          | Příběh dvou milenců z kmene ‘Udhra                                                                             | noc 383. a 384.   | K2 E V La B Li Sa         |
| 107                                                                                               | Příběh Badraddína, vezíra jamanského, se šejchem, který se zamiloval do jeho bratra                         | Příběh Badraddína, vezíra jamanského, se šejchem, který se zamiloval do jeho bratra                            | noc 384.          | K2 E B Li Sa              |
| 108                                                                                               | Příběh dvou milenců ve škole                                                                                | Příběh dvou milenců ve škole                                                                                   | noc 384. a 385.   | K2 E La B Li Sa           |
| 109                                                                                               | Příběh al-Mutalammise s jeho manželkou Umaimou                                                              | Příběh al-Mutalammise s jeho manželkou Umaimou                                                                 | noc 385.          | K2 E V S B Li Sa          |
| 110                                                                                               | Příběh Hárúna ar-Rašída s paní Zubaidou a Abú Nuvásem                                                       | Příběh Hárúna ar-Rašída s paní Zubaidou a Abú Nuvásem                                                          | noc 385. a 386.   | K2 E V B Li Sa            |
| 111                                                                                               | Příběh Hárúna ar-Rašída s otrokyní a třemi básníky                                                          | Příběh Hárúna ar-Rašída s otrokyní a třemi básníky                                                             | noc 386.          | K2 E V B Li Sa            |
| 112                                                                                               | Příběh ‘Á’iši, dcery Ṭalḥovy, s Muṣ‘abem ibn az-Zubair                                                      | Příběh ‘Á’iši, dcery Talhovy, s Mus‘abem ibn az-Zubair                                                         | noc 386. a 387.   | K2 E V B Li Sa            |
| 113                                                                                               | Příběh Abu-l-Asvada se šilhavou otrokyní                                                                    | Příběh Abu-l-Asvada se šilhavou otrokyní                                                                       | noc 387.          | K2 E V B Li Sa            |
| 114                                                                                               | Příběh Hárúna ar-Rašída se dvěma otrokyněmi, medínskou a kúfskou                                            | Příběh Hárúna ar-Rašída se dvěma otrokyněmi, medínskou a kúfskou                                               | noc 387.          | K2 E V B Li Sa            |
| 115                                                                                               | Příběh Hárúna ar-Rašída s třemi otrokyněmi, mekskou, medínskou a ‘iráckou                                   | Příběh Hárúna ar-Rašída s třemi otrokyněmi, mekskou, medínskou a ‘iráckou                                      | noc 387.          | K2 E V B Li Sa            |
| 116                                                                                               | Příběh manželky mlynářovy, jež zahynula pro poklad, o němž pověděla svému sousedovi                         | Příběh manželky mlynářovy, která zahynula pro poklad, o němž pověděla svému sousedovi                          | noc 387. a 388.   | K2 E S La B Li Sa         |
| 117                                                                                               | Příběh omezence s taškářem, který mu ukradl osla                                                            | Příběh omezence s taškářem, který mu ukradl osla                                                               | noc 388.          | K2 E V S La B Li Sa       |
| 118                                                                                               | Příběh Hárúna ar-Rašída s paní Zubaidou a soudcem Abú Júsufem                                               | Příběh Hárúna ar-Rašída s paní Zubaidou a soudcem Abú Júsufem                                                  | noc 388. a 389.   | K2 EV B Li Sa             |
| 119                                                                                               | Příběh al-Ḥákima-biamrilláh s jedním kupcem                                                                 | Příběh al-Hákima-biamrilláh s jedním kupcem                                                                    | noc 389.          | K2 E V S La B Li Sa       |
| 120                                                                                               | Příběh krále Anúšarvána s vesnickou dívkou                                                                  | Příběh krále Anúšarvána s vesnickou dívkou                                                                     | noc 389. a 390.   | K2 E V S La B Li Sa       |
| 121                                                                                               | Příběh manželky buchárského zlatníka s roznašečem vody                                                      | Příběh manželky buchárského zlatníka s roznašečem vody                                                         | noc 390. a 391.   | K2 E V B Li Sa            |
| 122                                                                                               | Příběh Chusraua a Šíríny s rybářem                                                                          | Příběh Chusraua a Šíríny s rybářem                                                                             | noc 391.          | K2 E V S La B Li Sa       |
| 123                                                                                               | Příběh Jaḥji ibn Chálid Barmakovce s cizím mužem                                                            | Příběh Jahji ibn Chálid Barmakovce s cizím mužem                                                               | noc 391. a 392.   | K2 E V S La B Li Sa       |
| 124                                                                                               | Příběh al-Amína s al-Hádím ve věci otrokyně al-Badralkabíry                                                 | Příběh al-Amína s Dža‘farem ibn Músá al-Hádím ve věci otrokyně al-Badralkabíry                                 | noc 392.          | K2 E V S La B Li Sa       |
| 125                                                                                               | Příběh Sa‘ída ibn Sálim al-Báhilího s al-Faḍlem a Dža‘farem Barmakovci                                      | Příběh Sa‘ída ibn Sálim al-Báhilího s Barmakovci al-Fadlem a Dža‘farem                                         | noc 392. a 393.   | K2 E S La B Li Sa         |
| 126                                                                                               | Příběh muže, jejž obelstila jeho manželka                                                                   | Příběh muže, kterého obelstila jeho manželka                                                                   | noc 393. a 394.   | K2 E V S La B Li Sa       |
| 127                                                                                               | Příběh zbožné ženy ze synú Isrá’ílových, kterou dva starci křivě obvinili                                   | Příběh zbožné ženy ze synů Isrá’ílových, kterou dva starci křivě obvinili                                      | noc 394.          | K2 E V S B Li Sa          |
| 128                                                                                               | Příběh Dža‘fara Barmakovce s beduinem                                                                       | Příběh Dža‘fara Barmakovce s beduínem                                                                          | noc 394. a 395.   | K2 E V S B Li Sa          |
| 129                                                                                               | Příběh ‘Umara ibn al-Chaṭṭáb s beduinským jinochem                                                          | Příběh ‘Umara ibn al-Chattáb s beduínským jinochem                                                             | noc 395. až 397.  | K2 E V S La B Li Sa       |
| 130                                                                                               | Vypravování o pyramidách                                                                                    | Vypravování o pyramidách                                                                                       | noc 397. a 398.   | K2 E V S La B Li Sa       |
| 131                                                                                               | Příběh kupce se zlodějem                                                                                    | Příběh kupce se zlodějem                                                                                       | noc 398. a 399.   | K2 E V S La B Li Sa       |
| 132                                                                                               | Příběh Hárúna ar-Rašída s Masrúrem a Ibn al-Ḳáribím                                                         | Příběh Hárúna ar-Rašída s Masrúrem a Ibn al-Káribím                                                            | noc 399. až 401.  | K2 E V S La B Li Sa       |
| 133                                                                                               | Příběh zbožného syna chalífy Hárúna ar-Rašída                                                               | Příběh zbožného syna chalífy Hárúna ar-Rašída                                                                  | noc 401. a 402.   | K2 E V S La B Li Sa       |
| 134                                                                                               | Příběh faḳíha, jenž se zamiloval do neznámé ženy                                                            | Příběh fakíha, který se zamiloval do neznámé ženy                                                              | noc 402. a 403.   | K2 E V S B Li Sa          |
| 135                                                                                               | Příběh pošetilého faḳíha                                                                                    | | noc 403.          | K2 E V B Li Sa            |
| 136                                                                                               | Příběh faḳíha, který neuměl číst                                                                            | Příběh fakíha, který neuměl číst                                                                               | noc 403. a 404.   | K2 E V S La B Li Sa       |
| 137                                                                                               | Příběh počestné ženy s králem                                                                               | Příběh počestné ženy s králem                                                                                  | noc 404.          | K2 E B Li Sa              |
| 138                                                                                               | Vypravování ‘Abdarraḥmána al-Maġribího o vejci ptáka Ruchcha                                                | Vypravování ‘Abdarrahmána al-Maghribího o vejci ptáka Ruchcha                                                  | noc 404. a 405.   | K2 E S La B Li Sa         |
| 139                                                                                               | Vypravování o sňatku ‘Adího ibn Zaid s Hindou, dcerou an-Nu‘mána ibn al-Mundhir                             | Vypravování o sňatku ‘Adího ibn Zaid s Hindou, dcerou an-Nu‘mána ibn al-Mundhir                                | noc 405. až 407.  | K2 E V S B Li Sa          |
| 140                                                                                               | Příběh Di‘bila al-Chuzá‘ího s dívkou a Muslimem ibn al-Valíd                                                | Příběh Di‘bila al-Chuza‘ího s dívkou a muslimem ibn al-Valíd                                                   | noc 407.          | K2 E V B Li Sa            |
| 141                                                                                               | Příběh Isḥáḳa ibn Ibráhím al-Mauṣilího s pěvkyní                                                            | Příběh Isháka ibn Ibráhím al-Mausilího s pěvkyní                                                               | noc 407. až 409.  | K2 E V S B Li Sa          |
| 142                                                                                               | Příběh tří milenců                                                                                          | Příběh tří milenců                                                                                             | noc 409. a 410.   | K2 E V B Li Sa            |
| 143                                                                                               | Příběh dvou milenců z kmene Ṭaiji’                                                                          | Příběh dvou milenců z kmene Taji’                                                                              | noc 410. a 411.   | K2 E V La B Li Sa         |
| 144                                                                                               | Vypravování al-Mubarradovo o šílenci v klášteře Hizḳilově                                                   | Vyprávění al-Mubarradovo o šílenci v klášteře Hizkilově                                                        | noc 411. a 412.   | K2 E V La B Li Sa         |
| 145                                                                                               | Vypravování Abú Bakra Muḥammada al-Anbárího o mniších, kteří se stali muslimy                               | Vyprávění Abú Bakra Muhammada al-Anbárího o mniších, kteří se stali muslimy                                    | noc 412. až 414.  | K2 E V La B Li Sa         |
| 146                                                                                               | Příběh Abú ‘Ísy ibn ar-Rašíd s Ḳurratal‘ainou                                                               | Příběh Abú ‘Ísy ibn ar-Rašíd s Kurratal‘ainou                                                                  | noc 414. až 418.  | K2 E V S La B Li Sa       |
| 147                                                                                               | Příběh al-Amína s otrokyní jeho strýce Ibráhíma ibn al-Mahdí                                                | Příběh al-Amína s otrokyní jeho strýce Ibráhíma ibn al-Mahdí                                                   | noc 418. a 419.   | K2 E V B Li Sa            |
| 148                                                                                               | Vypravování o daru al-Faṭha ibn Cháḳán al-Mutavakkilovi                                                     | Vypravování o daru al-Fatha ibn Chákán al-Mutavakkilovi                                                        | noc 419.          | K2 E V B Li Sa            |
| 149                                                                                               | Vypravování o disputaci o přednostech pohlaví                                                               | Vypravování o disputaci o přednostech pohlaví                                                                  | noc 419. až 423.  | K2 E V B Li Sa            |
| 150                                                                                               | Příběh Abú Suvaida se stařenou                                                                              | Příběh Abú Suvaida se stařenou                                                                                 | noc 423. a 424.   | K2 E V B Li Sa            |
| 151                                                                                               | Příběh ‘Alího ibn Muḥammad s Mu’nisou                                                                       | Příběh ‘Alího ibn Muhammad s Mu’nisou                                                                          | noc 424.          | K2 E V B Li Sa            |
| 152                                                                                               | Vypravování o sporu dvou žen stran jejich milenců                                                           | Vypravování o sporu dvou žen stran jejich milenců                                                              | noc 424.          | K2 E V B Li Sa            |
| 153                                                                                               | Pohádka o kupci ‘Alím Ḳáhirském                                                                             | Vypravování o kupci ‘Alím Káhirském                                                                            | noc 424. až 434.  | K2 E V S La B Li Sa       |
| 154                                                                                               | Příběh poutníka se stařenou bydlící v poušti                                                                | Příběh poutníka se stařenou bydlící v poušti                                                                   | noc 434. až 436.  | K2 E S La B Li Sa         |
| 155                                                                                               | Vypravování o otrokyni Tavaddudě                                                                            | Vypravování o otrokyni Tavaddudě                                                                               | noc 436. až 462.  | K2 E S B Li Sa            |
|                                                                                                   | Kniha Tisíce a jedné noci — V (1960)                                                                        | Tisíc a jedna noc — díl třetí (1974)                                                                           |                   |                           |
| 156                                                                                               | Vypravování o andělu smrti, jak vzal ducha pyšného krále a zbožného muže                                    | Vypravování o andělu smrti, jak vzal ducha pyšného krále a zbožného muže                                       | noc 462.          | K2 E S B Li Sa            |
| 157                                                                                               | Vypravování o andělu smrti a bohatém králi                                                                  | Vypravování o andělu smrti a bohatém králi                                                                     | noc 462. a 463.   | K2 E S B Li Sa            |
| 158                                                                                               | Vypravování o andělu smrti a ukrutném králi ze synů Isrá’ílových                                            | Vypravování o andělu smrti a ukrutném králi ze synů Isrá’ílových                                               | noc 463. a 464.   | K2 E S La B Li Sa         |
| 159                                                                                               | Vypravování o Iskandaru Dhulḳarnainovi, jak se sešel s odříkavým králem                                     | Vypravování o Iskandaru Dhulkarnainovi, jak se sešel s odříkavým králem                                        | noc 464.          | K2 E S B Li Sa            |
| 160                                                                                               | Vypravování o spravedlivém králi Anúšarvánovi, jak zjistil blahobyt svého království                        | Vypravování o spravedlivém králi Anúšarvánovi, jak zjistil blahobyt svého království                           | noc 464. a 465.   | K2 E S B Li Sa            |
| 161                                                                                               | Vypravování o jednom soudci ze synů Isrá’ílových a jeho cudné manželce                                      | Vypravování o jednom soudci ze synů Isrá’ílových a jeho cudné manželce                                         | noc 465. a 466.   | K2 E S B Li Sa            |
| 162                                                                                               | Příběh poutnice, s níž se ztroskotala loď                                                                   | Příběh poutnice, s níž se ztroskotala loď                                                                      | noc 466. a 467.   | K2 E S B Li Sa            |
| 163                                                                                               | Vypravování o zbožném černém otroku                                                                         | Vypravování o zbožném černém otroku                                                                            | noc 467. a 468.   | K2 E S B Li Sa            |
| 164                                                                                               | Vypravování o zbožném muži ze synů Isrá’ílovych a jeho manželce                                             | Vypravování o zbožném muži ze synů Isrá’ílových a jeho manželce                                                | noc 468. až 470.  | K2 E S La B Li Sa         |
| 165                                                                                               | Vypravování o vězni, jejž Bůh vyprostil z vězení                                                            | Vypravování o vězni, jejž Bůh vyprostil z vězení                                                               | noc 470. a 471.   | K2 E S B Li Sa            |
| 166                                                                                               | Vypravování o kováři, jemuž neubližoval oheň                                                                | Vypravování o kováři, jemuž neubližoval oheň                                                                   | noc 471. až 473.  | K2 E S B Li Sa            |
| 167                                                                                               | Vypravování o zbožném muži ze synů Isrá’ílových a jeho mraku                                                | Vypravování o zbožném muži ze synů Isrá’ílových a jeho mraku                                                   | noc 473. a 474.   | K2 E S B Li Sa            |
| 168                                                                                               | Vypravování o zajatém muslimovi a křesťanské dívce                                                          | Vypravování o zajatém muslimovi a křesťanské dívce                                                             | noc 474. až 477.  | K1 E S La B Li Sa         |
| 169                                                                                               | Příběh Ibráhíma al-Chauváṣa s křesťanskou dcerou královskou                                                 | Příběh Ibráhíma al-Chauvása s křesťanskou dcerou královskou                                                    | noc 477. a 478.   | K2 E S B Li Sa            |
| 170                                                                                               | Vypravování o proroku, jemuž ukázal Bůh své spravedlivé řízení                                              | Vypravování o proroku, kterému Bůh ukázal své spravedlivé řízení                                               | noc 478. a 479.   | K2 E S La B Li Sa         |
| 171                                                                                               | Vypravování o převozníku a světci                                                                           | Vypravování o převozníku a světci                                                                              | noc 479.          | K2 E S B Li Sa            |
| 172                                                                                               | Vypravování o odměně zbožného muže ze synů Isrá’ílových, jenž zachoval přikázání svého otce                 | Vypravování o odměně zbožného muže ze synů Isrá’ílových, který zachoval přikázání svého otce                   | noc 479. až 481.  | K2 E S B Li Sa            |
| 173                                                                                               | Vypravování o Abú Dža‘farovi Malomocném                                                                     | Vypravování o Abú Dža‘farovi Malomocném                                                                        | noc 481. a 482.   | K2 E S B Li Sa            |
| 174                                                                                               | Pohádka o Ḥásibu Karímaddínovi a královně hadů                                                              | Vypravování o Hásibu Karímaddínovi a královně hadů                                                             | noc 482. až 486.  | K2 E S B Li Sa            |
| 175                                                                                               | • Vypravování královny hadů o příbězích Bulúḳijových                                                        | • Vypravování královny hadů o příbězích Bulúkijových                                                           | noc 486. až 499.  | K2 E S B Li Sa            |
| 176                                                                                               | • • Vypravování Džánšáhovo                                                                                  | • • Vypravování Džánšáhovo                                                                                     | noc 499. až 536.  | K2 E S B Li Sa            |
| 177                                                                                               | Pohádka o Sindibádu Námořníkovi                                                                             | Vypravování o Sindibádu Námořním                                                                               | noc 536. až 538.  | K1 K2 E V S G La B Li Sa  |
| 178                                                                                               | • Vypravování o cestě první                                                                                 | • Vypravování o cestě první                                                                                    | noc 538. až 542.  | K1 K2 E V S G La B Li Sa  |
| 179                                                                                               | • Vypravování o cestě druhé                                                                                 | • Vypravování o cestě druhé                                                                                    | noc 542. až 546.  | K1 K2 E V S G La B Li Sa  |
| 180                                                                                               | • Vypravování o cestě třetí                                                                                 | • Vypravování o cestě třetí                                                                                    | noc 546. až 550.  | K1 K2 E V S G La B Li Sa  |
| 181                                                                                               | • Vypravování o cestě čtvrté                                                                                | • Vypravování o cestě čtvrté                                                                                   | noc 550. až 556.  | K1 K2 E V S G La B Li Sa  |
| 182                                                                                               | • Vypravování o cestě páté                                                                                  | • Vypravování o cestě páté                                                                                     | noc 556. až 559.  | K1 K2 E V S G La B Li Sa  |
| 183                                                                                               | • Vypravování o cestě šesté                                                                                 | • Vypravování o cestě šesté                                                                                    | noc 559. až 563.  | K1 K2 E V S G La B Li Sa  |
| 184                                                                                               | • Vypravování o cestě sedmé A                                                                               | • Vypravování o cestě sedmé                                                                                    | noc 563. až 566.  | K2 E V S G La B Li Sa     |
| 185                                                                                               | • Vypravování o cestě sedmé B                                                                               | | {Ø}               | K1 La B Li                |
| 186                                                                                               | Vypravování o lahvicích sulaimánských a Měděném městě                                                       | Vypravování o lahvicích sulaimánských a o Měděném městě                                                        | noc 566. až 578.  | K2 E V S La B Li Sa       |
| 187                                                                                               | Vypravování o sedmi vezírech                                                                                | Vypravování o sedmi vezírech                                                                                   | noc 578.          | K2 E V S B Li Sa          |
| 188                                                                                               | • Vypravování o králi a ženě jeho vezíra                                                                    | • Vypravování o králi a ženě jeho vezíra                                                                       | noc 578. a 579.   | K2 E V S B Li Sa          |
| 189                                                                                               | • Vypravování o kupci a jeho manželce a papouškovi                                                          | • Vypravování o kupci, jeho manželce a papouškovi                                                              | noc 579.          | K1 K2 E V S G B Li Sa     |
| 190                                                                                               | • Vypravování o valcháři a jeho synu                                                                        | • Vypravování o valcháři a jeho synu                                                                           | noc 579. a 580.   | K2 E V S B Li Sa          |
| 191                                                                                               | • Vypravování o cudné ženě a lstivém muži                                                                   | • Vypravování o cudné ženě a lstivém muži                                                                      | noc 580.          | K2 E V B Li Sa            |
| 192                                                                                               | • Vypravování o šetrném kupci                                                                               | • Vypravování o šetrném kupci                                                                                  | noc 580. a 581.   | K2 E V S B Li Sa          |
| 193                                                                                               | • Vypravování o ženě, jež ošálila svého manžela                                                             | • Vypravování o ženě, která ošálila svého manžela                                                              | noc 581.          | K2 E V S B Li Sa          |
| 194                                                                                               | • Vypravování o synu královském a ġúle                                                                      | • Vypravování o synu královském a ghúle                                                                        | noc 581. a 582.   | K2 E V S B Li Sa          |
| 195                                                                                               | • Vypravování o tom, co způsobila kapka medu                                                                | • Vypravování o tom, co způsobila kapka medu                                                                   | noc 582.          | K2 E V S B Li Sa          |
| 196                                                                                               | • Vypravování o ženě, jež dala svému manželu přesívat zemi                                                  | • Vypravování o ženě, která dala svému manželu přesívat zem                                                    | noc 582.          | K2 E V S B Li Sa          |
| 197                                                                                               | • Vypravování o synu královském, který se stal ženou lstí vezíra svého otce                                 | • Vypravování o synu královském, který se stal ženou lstí vezíra svého otce                                    | noc 582. až 584.  | K2 E V S B Li Sa          |
| 198                                                                                               | • Vypravování o synu vezírském a ženě lazebníkově                                                           | • Vypravování o synu vezírském a ženě majitele lázní                                                           | noc 584.          | K2 E V B Li Sa            |
| 199                                                                                               | • Vypravování o ženě, jež chtěla podvésti svého manžela                                                     | • Vypravování o ženě, která chtěla podvést svého manžela                                                       | noc 584. až 586.  | K2 E V B Li Sa            |
| 200                                                                                               | • Vypravování o zlatníku, jenž se zamiloval do obrazu                                                       | • Vypravování o zlatníku, který se zamiloval do obrazu                                                         | noc 586. a 587.   | K2 E V S B Li Sa          |
| 201                                                                                               | • Vypravování o muži, jenž se nezasmál po zbytek svého života                                               | • Vypravování o muži, který se nezasmál po zbytek svého života                                                 | noc 587. až 591.  | K2 E V S B Li Sa          |
| 202                                                                                               | • Vypravování o synu královském a manželce kupcově                                                          | • Vypravování o synu královském a manželce kupcově                                                             | noc 591. a 592.   | K2 E V B Li Sa            |
| 203                                                                                               | • Vypravování o služebníku, jenž předstíral znalost řeči ptactva                                            | • Vypravování o služebníku, který předstíral znalost řeči ptactva                                              | noc 592. a 593.   | K2 E S B Li Sa            |
| 204                                                                                               | • Vypravování o ženě, jež provedla lest s hodnostáři říšskými                                               | • Vypravování o ženě, která provedla lest s hodnostáři říšskými                                                | noc 593. až 596.  | K2 E V S B Li Sa          |
| 205                                                                                               | • Vypravování o třech pošetilých prosbách                                                                   | • Vypravování o třech pošetilých prosbách                                                                      | noc 596.          | K2 E V B Li Sa            |
| 206                                                                                               | • Vypravování o zmizelém náhrdelníku                                                                        | • Vypravování o zmizelém náhrdelníku                                                                           | noc 596. a 597.   | K2 E V S B Li Sa          |
| 207                                                                                               | • Vypravování o holubu a holubici                                                                           | • Vypravování o holubu a holubici                                                                              | noc 597.          | K2 E S B Li Sa            |
| 208                                                                                               | • Vypravování o Bahrámovi a ad-Datmě                                                                        | • Vypravování o Bahrámovi a ad-Datmě                                                                           | noc 597. a 598.   | K2 E V S B Li Sa          |
| 209                                                                                               | • Vypravování o stařeně a synu kupeckém                                                                     | • Vypravování o stařeně a synu kupeckém                                                                        | noc 598. až 602.  | K2 E V B Li Sa            |
| 210                                                                                               | • Vypravování o synu královském a ženě ‘ifrítově                                                            | • Vypravování o synu královském a ženě ‘ifrítově                                                               | noc 602. a 603.   | K2 E V B Li Sa            |
| 210a                                                                                              | • (sine titulo)                                                                                             | • Vypravování o kapce hadího jedu                                                                              | noc 603.          |                           |
| 211                                                                                               | • Vypravování o kupci a taškářích                                                                           | • Vypravování o kupci a taškářích                                                                              | noc 603. až 605.  | K2 E V S B Li Sa          |
| 212                                                                                               | • Vypravování o prostopášném muži a tříletém hochu                                                          | • Vypravování o prostopášném muži a tříletém hochu                                                             | noc 605.          | K2 E V S B Li Sa          |
| 213                                                                                               | • Vypravování o ukradeném měšci                                                                             | • Vypravování o ukradeném měšci                                                                                | noc 605. a 606.   | K2 E V S B Li Sa          |
| 214                                                                                               | • Vypravování o lišce a lidech                                                                              | |                   | V B Li                    |
| 215                                                                                               | Pohádka o Džaudarovi a jeho dvou bratřích                                                                   | Vypravování o Džaudarovi a jeho dvou bratřích                                                                  | noc 606. až 624.  | K2 E V S La B Li Sa       |
|                                                                                                   | Kniha Tisíce a jedné noci — VI (1960)                                                                       | |                   |                           |
| 216                                                                                               | Pohádka o ‘Adžíbovi a Ġaríbovi                                                                              | Vypravování o ‘Adžíbovi a Gharíbovi                                                                            | noc 624. až 680.  | K2 E V S B Li Sa          |
| 217                                                                                               | Vypravování o ‘Utbovi a Raiji                                                                               | Vypravování o ‘Utbovi a Raiji                                                                                  | noc 680. a 681.   | K2 E S La B Li Sa         |
| 218                                                                                               | Příběh Hindy, dcery an-Nu‘mánovy, s al-Ḥadždžádžem                                                          | Příběh Hindy, dcery an-Nu‘mánovy, s al-Hadždžádžem                                                             | noc 681. až 683.  | K2 E S B Li Sa            |
| 219                                                                                               | Příběh Chuzaimy ibn Bišr s ‘Ikrimou al-Faijáḍem ar-Raba‘ím                                                  | Příběh Chuzaimy ibn Bišr s ‘Ikrimou al-Faijádem ar-Raba‘ím                                                     | noc 683. a 684.   | K2 E S La B Li Sa         |
| 220                                                                                               | Příběh Júnusa al-Kátiba s al-Valídem ibn Sahl                                                               | Příběh Júnusa al-Kátiba s al-Valídem ibn Jazíd                                                                 | noc 684. a 685.   | K2 E S B Li Sa            |
| 221                                                                                               | Příběh Hárúna ar-Rašída s beduinskou dívkou                                                                 | Příběh Harúna ar-Rašída s beduínskou dívkou                                                                    | noc 685. a 686.   | K2 E V B Li Sa            |
| 222                                                                                               | Příběh al-Aṣma‘ího s třemi dívkami                                                                          | Příběh al-Asma‘ího s třemi dívkami                                                                             | noc 686. a 687.   | K2 E B Li Sa              |
| 223                                                                                               | Příběh Abú Isḥáḳa Ibráhíma al-Mauṣilího s Abú Murrou                                                        | Příběh Abú Isháka Ibráhíma al-Mausilího s Abú Murrou                                                           | noc 687. a 688.   | K2 E S B Li Sa            |
| 224                                                                                               | Vypravování Džamíla ibn Ma‘mar o milencích z kmene ‘Udhra                                                   | Vypravování Džamíla ibn Ma‘mar o milencích z kmene ‘Udhra                                                      | noc 688. až 691.  | K2 E S La B Li Sa         |
| 225                                                                                               | Příběh Mu‘ávije s kočovným Arabem a jeho manželkou                                                          | Příběh Mu‘áviji s kočovným Arabem a jeho manželkou                                                             | noc 691. až 693.  | K2 E S B Li Sa            |
| 226                                                                                               | Vypravování o dvou milencích baṣerských                                                                     | Vypravování o dvou milencích baserských                                                                        | noc 693. až 695.  | K2 E S B Li Sa            |
| 227                                                                                               | Příběh Isḥáḳa Ibn Ibráhím al-Mauṣilího s Iblísem                                                            | Příběh Isháka ibn Ibráhím al-Mausilího s Iblísem                                                               | noc 695. a 696.   | K2 E S B Li Sa            |
| 228                                                                                               | Vypravování Ibráhíma Abú Isḥáḳa o dvou milencích medínských                                                 | Vypravování Ibráhíma Abú Isháka o dvou milencích medínských                                                    | noc 696. a 697.   | K2 E S La B Li Sa         |
| 229                                                                                               | Příběh vezíra Abú ‘Ámira ibn Marván s al-Malikem an-Náṣirem                                                 | Příběh vezíra Abú ‘Ámira ibn Marván s al-Malikem an-Násirem                                                    | noc 697. a 698.   | K2 E S B Li Sa            |
| 230                                                                                               | Pohádka o lstivé Dalíle                                                                                     | Vypravování o lstivé Dalíle                                                                                    | noc 698. až 708.  | K2 E V S B Li Sa          |
| 231                                                                                               | Pohádka o ‘Alím az-Zaibaḳovi Ḳáhirském                                                                      | Vypravování o ‘Alím az-Zaibakovi Kahirském                                                                     | noc 708. až 719.  | K2 E V S B Li Sa          |
| 232                                                                                               | Pohádka o Ardašírovi a Ḥajátannufúse                                                                        | Vypravování o Ardašírovi a Hajátannufúse                                                                       | noc 719. až 738.  | K2 E V B Li Sa            |
| 233                                                                                               | Pohádka o Džullanáře a Badrbásimovi                                                                         | Vypravování o Džullanáře a Badrbásimovi                                                                        | noc 738. až 756.  | K2 E V S G La B Li Sa     |
| 234                                                                                               | Vypravování o králi Muḥammadu ibn Sabá’ik a kupci Ḥasanovi                                                  | Vypravování o králi Muhammadu ibn Sabá’ik a kupci Hasanovi                                                     | noc 756. až 758.  | K2 E S La B Li Sa         |
| 235                                                                                               | • Pohádka o Saifalmulúkovi a Badí‘ataldžamále                                                               | • Vypravování o Saifalmulúkovi a Badí‘ataldžamále                                                              | noc 758. až 778.  | K2 E V S La B Li Sa       |
|                                                                                                   | | Tisíc a jedna noc — díl čtvrtý (1974)                                                                          |                   |                           |
| 236                                                                                               | Pohádka o Ḥasanu Baṣerském                                                                                  | Vypravování o Hasanu Baserském                                                                                 | noc 778. až 831.  | K2 E V S La B Li Sa       |
|                                                                                                   | Kniha Tisíce a jedné noci — VII (1961)                                                                      | |                   |                           |
| 237                                                                                               | Pohádka o rybáři Chalífovi                                                                                  | Vypravování o rybáři Chalífovi                                                                                 | noc 831. až 845.  | K2 E V S La B Li Sa       |
| 238                                                                                               | Pohádka o Masrúrovi a Zainalmaváṣifě                                                                        | Vypravování o Masrúrovi a Zainalmavásifě                                                                       | noc 845. až 863.  | K2 E V B Li Sa            |
| 239                                                                                               | Pohádka o Núraddínovi ‘Alím a Marjamě Pasířce                                                               | Vypravování o Núraddínovi a Marjamě Pasířce                                                                    | noc 863. až 894.  | K2 E V S B Li Sa          |
| 240                                                                                               | Vypravování sa‘ídského muže o jeho příběhu s franckou ženou                                                 | Vypravování sa‘ídskeho muže o jeho příběhu s franckou ženou                                                    | noc 894. až 896.  | K2 E V S B Li Sa          |
| 241                                                                                               | Příběh mladého muže baġdádského a jeho otrokyně                                                             | Příběh mladého muže bagdádského a jeho otrokyně                                                                | noc 896. až 899.  | K2 E V S La B Li Sa       |
| 242                                                                                               | Příběh Džalí‘áda a Šimáse                                                                                   | Vypravování o Džalí‘ádu a Šimásovi                                                                             | noc 899. a 900.   | K2 E V S B Li Sa          |
| 243                                                                                               | • Vypravování o kocouru a myši                                                                              | • Vypravování o kocouru a myši                                                                                 | noc 900. až 902.  | K2 E V S B Li Sa          |
| 244                                                                                               | • Vypravování o asketovi, jemuž se rozlilo na hlavu máslo                                                   | • Vypravování o asketovi, jemuž se rozlilo máslo na hlavu                                                      | noc 902. a 903.   | K2 E V S B Li Sa          |
| 245                                                                                               | • Vypravování o rybách a raku                                                                               | • Vypravování o rybách a raku                                                                                  | noc 903.          | K2 E V S B Li Sa          |
| 246                                                                                               | • Vypravování o havranu a hadu                                                                              | • Vypravování o havranu a hadu                                                                                 | noc 903. a 904.   | K2 E V S B Li Sa          |
| 247                                                                                               | • Vypravování o divokém oslu a lišce                                                                        | • Vypravování o divokém oslu a lišce                                                                           | noc 904. a 905.   | K2 E V S B Li Sa          |
| 248                                                                                               | • Vypravování o putujícím synu královském a násilném králi                                                  | • Vypravování o putujícím synu královském a násilném králi                                                     | noc 905. a 906.   | K2 E V S B Li Sa          |
| 249                                                                                               | • Vypravování o havranu a sokolu                                                                            | • Vypravování o havranu a sokolu                                                                               | noc 906. a 907.   | K2 E V S B Li Sa          |
| 250                                                                                               | • Vypravování o kejklíři                                                                                    | • Vypravování o kejklíři                                                                                       | noc 907. a 908.   | K2 E V S B Li Sa          |
| 251                                                                                               | • Vypravování o pavouku a větru                                                                             | • Vypravování o pavouku a větru                                                                                | noc 908. a 909.   | K2 E V S B Li Sa          |
| 251a                                                                                              | (sine titulo)                                                                                               | Vypravování o potrestaných obyvatelích těsného domu                                                            | noc 909.          |                           |
| 252                                                                                               | • Vypravování o dvou králích, spravedlivém a nespravedlivém                                                 | • Vypravování o dvou králích, spravedlivém a nespravedlivém                                                    | noc 909. a 910.   | K2 E V S B Li Sa          |
| 253                                                                                               | • Vypravování o slepci a chromém                                                                            | • Vypravování o slepci a chromém                                                                               | noc 910. až 911.  | K2 E V S B Li Sa          |
| 253a                                                                                              | (sine titulo)                                                                                               | • Vypravování o orlu a lovci                                                                                   | noc 911.          |                           |
| 253b                                                                                              | (sine titulo)                                                                                               | • Vypravování o lovci a lvu                                                                                    | noc 911. až 918.  |                           |
| 254                                                                                               | • Vypravování o pošetilém rybáři                                                                            | • Vypravování o pošetilém rybáři                                                                               | noc 918.          | K2 E V S B Li Sa          |
| 255                                                                                               | • Vypravování o mladíku a zlodějích                                                                         | • Vypravování o mladíku a zlodějích                                                                            | noc 918. a 919.   | K2 E V S B Li Sa          |
| 255a                                                                                              | (sine titulo)                                                                                               | • Vypravování o muži a velbloudici                                                                             | noc 919.          |                           |
| 256                                                                                               | • Vypravování o muži, který uposlechl své manželky                                                          | • Vypravování o muži, který uposlechl své manželky                                                             | noc 919. a 920.   | K2 E V B Li Sa            |
| 257                                                                                               | • Vypravování o kupci a zlodějích                                                                           | • Vypravování o kupci a zlodějích                                                                              | noc 920. a 921.   | K2 E V S B Li Sa          |
| 258                                                                                               | • Vypravování o liškách a vlku                                                                              | • Vypravování o liškách a vlku                                                                                 | noc 921.          | K2 E V S B Li Sa          |
| 259                                                                                               | • Vypravování o pastýři a zloději                                                                           | • Vypravování o pastýři a zloději                                                                              | noc 922. až 924.  | K2 E V S B Li Sa          |
| 260                                                                                               | • Vypravování o koroptvi a želvách                                                                          | • Vypravování o koroptvi a želvách                                                                             | noc 924. až 930.  | K2 E V S B Li Sa          |
| 261                                                                                               | Pohádka o barvíři Abú Ḳírovi a holiči Abu Ṣírovi                                                            | Vypravování o barvíři Abú Kírovi a holiči Abú Sírovi                                                           | noc 930. až 940.  | K2 E V S La B Li Sa       |
| 262                                                                                               | Pohádka o ‘Abdalláhu Pozemském a ‘Abdalláhu Mořském                                                         | Vypravování o ‘Abdalláhu Pozemském a ‘Abdalláhu Mořském                                                        | noc 940. až 946.  | K2 E V S La B Li S        |
| 263                                                                                               | Pohádka o chalífovi Hárúnu ar-Rašídovi a Abu-l-Ḥasanovi ‘Umánském                                           | Vypravování o chalífovi Hárúnu ar-Rašídovi a Abú-l-Hasanovi ‘Umánském                                          | noc 946. až 952.  | K2 E V S B Li Sa          |
| 264                                                                                               | Pohádka o Ibráhímu a Džamíle                                                                                | Vypravování o Ibráhímu a Džamíle                                                                               | noc 952. až 959.  | K2 E S Li B Li Sa         |
| 265                                                                                               | Pohádka o Abu-l-Ḥasanu Churásánském                                                                         | Vypravování o Abú-l-hasanu Churásánském                                                                        | noc 959. až 963.  | K2 E S B Li Sa            |
|                                                                                                   | Kniha Tisíce a jedné noci — VIII (1963)                                                                     | |                   |                           |
| 266                                                                                               | Vypravování o Ḳamarazzamánovi a jeho milence                                                                | Vypravování o Kamarazzamánovi a manželce klenotníkově                                                          | noc 963. až 978.  | K2 E S B Li Sa            |
| 267                                                                                               | Vypravování o ‘Abdalláhu ibn Fáḍil a jeho bratřích                                                          | Vypravování o ‘Abdalláhu ibn Fádil a jeho bratřích                                                             | noc 978. až 989.  | K2 E S B Li Sa            |
| 268                                                                                               | Vypravování o příštipkáři Ma‘rúfovi                                                                         | Vypravování o příštipkáři Ma‘rúfovi                                                                            | noc 989. až 1000. | K2 E S La B Li Sa         |
| 269                                                                                               | (Dokončení Pohádky o králi Šahrijárovi a jeho bratru králi Šáhzamánovi.)                                    | | noc 1001.         | K2 E V S La B Li Sa       |
| „A nastala noc, jež po věky rovné neměla, a její barva bělostněji než tvář dne se zaskvěla . . .“ | | |                   |                           |
|                                                                                                   | (Konec knihy Tisíce a jedné noci)                                                                           | (Skončeno s chválou Bohu a s jeho pomocí)                                                                      |                   |                           |
|                                                                                                   | | (Dodatky z jiných redakcí Tisíce a jedné noci)                                                                 |                   |                           |
| (355)                                                                                             | | Vypravování o ‘Alá’addínovi a kouzelné lampě                                                                   |                   |                           |
| (353)                                                                                             | | Vypravování o kováři Básimovi a jeho příběhu s Hárúnem ar-Rašídem                                              |                   |                           |
|                                                                                                   | | Tisíc a jedna noc — díl pátý (1975)                                                                            |                   |                           |
| 270                                                                                               | Pohádka o Abu-l-Ḥasanu Čtverákovi                                                                           | Vypravování o Abu-l-Hasanu Rozpustovi (2)                                                                      |                   | V S G La B Li Sa          |
| 271                                                                                               | • Vypravování o povaleči a kuchaři                                                                          | • Vypravování o povaleči a kuchaři (3)                                                                         |                   | V S B Li                  |
| 272                                                                                               | Vypravování o ‘Umaru ibn ‘Abdal‘azíz a básnících                                                            | |                   | V B                       |
| 273                                                                                               | Vypravování o al-Ḥadždžádžovi a třech nočních tulácích                                                      | |                   | V B                       |
| 274                                                                                               | Vypravování o Hárúnu ar-Rašídovi a barmakovské ženě                                                         | |                   | V B                       |
| 275                                                                                               | Vypravování o deseti vezírech                                                                               | |                   | V Sd B H Sa               |
| 276                                                                                               | • Vypravování o kupci, jejž opustilo štěstí                                                                 | |                   | V Sd B H Sa               |
| 277                                                                                               | • Vypravování o kupci, který hodil do moře své dva hochy                                                    | |                   | V Sd B H Sa               |
| 278                                                                                               | • Vypravování o Abú Ṣábirovi                                                                                | |                   | V Sd B H Sa               |
| 279                                                                                               | • Vypravování o Bihzádovi                                                                                   | |                   | V Sd B H Sa               |
| 280                                                                                               | • Vypravování o králi Dádbínovi a jeho dvou vezírech                                                        | |                   | V Sd B H Sa               |
| 281                                                                                               | • Vypravování o Bachtzamánovi a Chudádánovi                                                                 | |                   | V Sd B H Sa               |
| 282                                                                                               | • Vypravování o králi Bihkardovi                                                                            | |                   | V Sd B H Sa               |
| 283                                                                                               | • Vypravování o Ílánšáhovi a Abú Tamámovi                                                                   | |                   | V Sd B H Sa               |
| 284                                                                                               | • Vypravování o králi Ibráhímovi a jeho synu                                                                | |                   | V Sd B H Sa               |
| 285                                                                                               | • Vypravování o králi Sulaimánšáhovi a jeho dvou synech a neteři Šáhchátúně                                 | |                   | V Sd B H Sa               |
| 286                                                                                               | • Vypravování o vězni, kterého zachránil Bůh                                                                | |                   | V Sd B H Sa               |
| 287                                                                                               | Příběh Dža‘fara ibn Jaḥjá Barmakovce s ‘Abdalmalikem ibn Ṣáliḥ                                              | |                   | V B H                     |
| 288                                                                                               | Vypravování o zahozeném prstenu                                                                             | |                   | V B H                     |
| 289                                                                                               | Vypravování o Dža‘faru ibn Jaḥjá Barmakovci a ‘Abbáse, sestře Hárúna ar-Rašída                              | |                   | V B H                     |
| 290                                                                                               | Příběh Hárúna ar-Rašída s Ibn as-Sammákem                                                                   | |                   | V B H                     |
| 291                                                                                               | Vypravování o al-Ma’múnovi a Zubaidě                                                                        | |                   | V B H                     |
| 292                                                                                               | Vypravování o šťastném a nešťastném dnu                                                                     | |                   | V B                       |
| 293                                                                                               | Vypravování o Fírúzovi a jeho ženě                                                                          | |                   | V B                       |
| 294                                                                                               | Vypravování o králi Šáhbachtovi a vezíru ar-Rahvánovi                                                       | Vypravování o králi Šáhbachtovi a vezíru ar-Rahvánovi (23)                                                     |                   | V B H                     |
| 295                                                                                               | • Vypravování o muži churásánském a jeho hochu a učiteli                                                    | • Vypravování o muži churásánském, jeho hochu a učiteli a o tom, co se těm dvěma zběhlo (24)                   |                   | V B H                     |
| 296                                                                                               | • Vypravování o drogistovi a zpěváku                                                                        | • Vypravování o drogistovi a zpěváku (25)                                                                      |                   | V B H                     |
| 297                                                                                               | • Vypravování o králi, který se vyznal v podstatě všech věcí                                                | • Vypravování o králi, který se vyznal v drahokamech, a o jeho synu (26)                                       |                   | V B H                     |
| 298                                                                                               | • Vypravování o zámožném muži, který provdal svou krásnou dceru za chudého starce                           | • Vypravování o zámožném muži, který provdal svou krásnou dceru za chudého šejcha (27)                         |                   | V B H                     |
| 299                                                                                               | • Vypravování o mudrci a jeho třech synech                                                                  | • Vypravování o mudrci a jeho třech synech (28)                                                                |                   | V B H                     |
| 300                                                                                               | • Vypravování o synu královském, který se zamiloval do obrazu                                               | • Vypravování o synu královském, který se zamiloval do obrazu (29)                                             |                   | V B H                     |
| 301                                                                                               | • Vypravování o valcháři a jeho manželce a vojákovi                                                         | • Vypravování o valcháři, jeho manželce a vojákovi (30)                                                        |                   | V B H                     |
| 302                                                                                               | • Vypravování o kupci a stařeně                                                                             | • Vypravování o kupci a stařeně (31)                                                                           |                   | V B H                     |
| 303                                                                                               | • Vypravování o začarovaném stromu                                                                          | • Vypravování o začarovaném stromu (32)                                                                        |                   | V B H                     |
| 304                                                                                               | • Vypravování o výběrčím desátku                                                                            | • Vypravování o králi a výběrčím desátku (33)                                                                  |                   | V B H                     |
| 305                                                                                               | • • Vypravování o Dá’udovi a Sulaimánu                                                                      | • • Vyprávění o Dá’udovi a Sulaimánu (34)                                                                      |                   | V B H                     |
| 306                                                                                               | • Vypravování o ženě, která vyzrála na zloděje                                                              | • Vyprávění o ženě, která vyzrála na zloděje (35)                                                              |                   | V B H                     |
| 307                                                                                               | • Vypravování o ‘Ísovi                                                                                      | • Vypravování o ‘Ísovi (36)                                                                                    |                   | V B H                     |
| 308                                                                                               | • • Vypravování ‘Ísova učedníka                                                                             | • • Příběh ‘Ísova učedníka (37)                                                                                |                   | V B H                     |
| 309                                                                                               | • Vypravování o králi a jeho bratru                                                                         | • Vypravování o králi a jeho bratru (38)                                                                       |                   | V B H                     |
| 310                                                                                               | • Vypravování o muži, kterého zahubila jeho opatrnost                                                       | • Vypravování o muži, kterého zahubila jeho opatrnost (39)                                                     |                   | V B H                     |
| 311                                                                                               | • Vypravování o muži, který propůjčil svůj příbytek a pokrm někomu, jejž neznal                             | • Vypravování o muži, který propůjčil svůj příbytek a pokrm někomu, jejž neznal (40)                           |                   | V B H                     |
| 312                                                                                               | • Vypravování o napáleném zloději                                                                           | • Vypravování o napáleném zloději (41)                                                                         |                   | V B H                     |
| 313                                                                                               | • Vypravování o Chablaṣovi a milenci jeho manželky a učenci                                                 | • Vypravování o Chablasovi, o milenci jeho manželky a učenci (42)                                              |                   | V B H                     |
| 314                                                                                               | • Vypravování o zbožné ženě, kterou obvinil bratr jejího manžela z necudnosti                               | • Vypravování o zbožné ženě, kterou obvinil bratr jejího manžela z necudnosti (43)                             |                   | V B H                     |
| 315                                                                                               | • Vypravování o nádenníku a dívce, jíž rozřízl břicho a utekl                                               | • Vypravování o nádeníku a dívce, jíž rozřízl břicho a utekl (44)                                              |                   | V B H                     |
| 316                                                                                               | • Vypravování o tkalci, který se stal lékařem na rozkaz své ženy                                            | • Vypravování o tkalci, který dělal lékaře na přání své manželky (45)                                          |                   | V B H                     |
| 317                                                                                               | • Vypravování o dvou mužích, podvodnících, kteří se navzájem napalovali                                     | • Vypravování o dvou podvodnících, kteří se navzájem napalovali (46)                                           |                   | V B H                     |
| 318                                                                                               | • Vypravování o příběhu podvodníků s penězoměncem a oslem                                                   | • Vypravování o příběhu podvodníků se směnárníkem a oslem (47)                                                 |                   | V B H                     |
| 319                                                                                               | • Vypravování o podvodníku a kupcích                                                                        | • Vypravování o podvodníku a kupcích (48)                                                                      |                   | V B H                     |
| 320                                                                                               | • • Vypravování o sokolu a kobylce                                                                          | • • Vypravování o sokolu a kobylce (49)                                                                        |                   | V B H                     |
| 321                                                                                               | • Vypravování o králi a ženě komořího                                                                       | • Vypravování o králi a ženě komořího (50)                                                                     |                   | V B H                     |
| 322                                                                                               | • • Vypravování o stařeně a ženě soukeníkově                                                                | • • Vypravování o stařeně a ženě pláteníkově (51)                                                              |                   | V B H                     |
| 323                                                                                               | • Vypravování o půvabné ženě u muže ošklivého vzhledu                                                       | • Vypravování o půvabné ženě u muže ošklivého vzhledu (52)                                                     |                   | V B H                     |
| 324                                                                                               | • Vypravování o králi, který ztratil svou manželku a dva syny                                               | • Vypravování o králi, který ztratil svou manželku a své dva syny (53)                                         |                   | V B H                     |
| 325                                                                                               | • Vypravování o Salímovi a Salmě                                                                            | • Vypravování o Salímovi a Salmě (54)                                                                          |                   | V B H                     |
| 326                                                                                               | • Vypravování o králi Indickém a jeho vezírovi                                                              | • Vypravování o králi indickém a jeho vezírovi (55)                                                            |                   | V B H                     |
| 327                                                                                               | Vypravování o al-Maliku aẓ-Ẓáhiru Ruknaddínu Baibarsovi se šestnácti důstojníky stráže                      | Vypravování šestnácti důstojníků stráže (4)                                                                    |                   | V B H Li                  |
| 328                                                                                               | • Vypravování prvního důstojníka stráže                                                                     | • Vypravování prvního důstojníka stráže (5)                                                                    |                   | V B H Li                  |
| 329                                                                                               | • Vypravování druhého důstojníka stráže                                                                     | • Vypravování druhého důstojníka stráže (6)                                                                    |                   | V B H Li                  |
| 330                                                                                               | • Vypravování třetího důstojníka stráže                                                                     | • Vypravování třetího důstojníka stráže (7)                                                                    |                   | V B H Li                  |
| 331                                                                                               | • Vypravování čtvrtého důstojníka stráže                                                                    | • Vypravování čtvrtého důstojníka stráže (8)                                                                   |                   | V B H Li                  |
| 332                                                                                               | • Vypravování pátého důstojníka stráže                                                                      | • Vypravování pátého důstojníka stráže (9)                                                                     |                   | V B H Li                  |
| 333                                                                                               | • Vypravování šestého důstojníka stráže                                                                     | • Vypravování šestého důstojníka stráže (10)                                                                   |                   | V B H Li                  |
| 334                                                                                               | • Vypravování sedmého důstojníka stráže                                                                     | • Vypravování sedmého důstojníka stráže (11)                                                                   |                   | V B H Li                  |
| 335                                                                                               | • Vypravování osmého důstojníka stráže                                                                      | • Vypravování osmého důstojníka stráže (12)                                                                    |                   | V B H Li                  |
| 336                                                                                               | • Vypravování devátého důstojníka stráže                                                                    | • Vypravování devátého důstojníka stráže (13)                                                                  |                   | V B H Li                  |
| 337                                                                                               | • Vypravování desátého důstojníka stráže                                                                    | • Vypravování desátého důstojníka stráže (14)                                                                  |                   | V B H Li                  |
| 338                                                                                               | • Vypravování jedenáctého důstojníka stráže                                                                 | • Vypravování jedenáctého důstojníka stráže (15)                                                               |                   | V B H Li                  |
| 339                                                                                               | • Vypravování dvanáctého důstojníka stráže                                                                  | • Vypravování dvanáctého důstojníka stráže (16)                                                                |                   | V B H Li                  |
| 340                                                                                               | • Vypravování třináctého důstojníka stráže                                                                  | • Vypravování třináctého důstojníka stráže (17)                                                                |                   | V B H Li                  |
| 341                                                                                               | • Vypravování čtrnáctého důstojníka stráže                                                                  | • Vypravování čtrnáctého důstojníka stráže (18)                                                                |                   | V B H Li                  |
| 342                                                                                               | • • Vypravování o prozrazeném zloději                                                                       | • • Vypravování o prozrazeném pobertovi (19)                                                                   |                   | V B H Li                  |
| 343                                                                                               | • • Vypravování o chytrém šejchu                                                                            | • • Vypravování o chytrém šejchovi (20)                                                                        |                   | V B H Li                  |
| 344                                                                                               | • Vypravování patnáctého důstojníka stráže                                                                  | • Vypravování patnáctého důstojníka stráže (21)                                                                |                   | V B H Li                  |
| 345                                                                                               | • Vypravování šestnáctého důstojníka stráže                                                                 | • Vypravování šestnáctého důstojníka stráže (22)                                                               |                   | V B H Li                  |
| 346                                                                                               | Vypravování o ‘Abdalláhu ibn Náfi‘ a králi Džumhúrovi a jeho hochu                                          | |                   | V B H                     |
| 347                                                                                               | • Pohádka o Hárúnu ar-Rašídovi a Tuḥfatalḳulúbě                                                             | |                   | V B H                     |
| 348                                                                                               | Příběh Sídí Núraddína ‘Alího a Sittalmiláḥy                                                                 | Vypravování o Sídím Núraddínovi ‘Alím a jeho otrokyni                                                          |                   | V B H                     |
| 349                                                                                               | Pohádka o al-‘Abbásovi, synu jamanského krále al-‘Azíza a Máriji, dceři krále baġdádského Inse ibn Ḳais     | |                   | V BH                      |
| 350                                                                                               | Vypravování o čtyřiceti milostnicích                                                                        | |                   | V B H                     |
| 351                                                                                               | Příběh milostnice al-Ḥákima-biamrilláh                                                                      | |                   | V B H                     |
| 352                                                                                               | Vypravování o převaze ženské lsti nad mužskou                                                               | |                   | K1 B H Li                 |
| 353                                                                                               | Příběh Hárúna ar-Rašída s kovářem Básimem                                                                   | Vypravování o kováři Básimovi a jeho příběhu s Hárúnem ar-Rašídem                                              |                   | S                         |
| 354                                                                                               | Vypravování o mudrci Ḥaikárovi                                                                              | |                   | Sd B H                    |
| 355                                                                                               | Pohádka o ‘Alá’addínovi a kouzelné lampě                                                                    | Vypravování o ‘Alá’addínovi a kouzelné lampě                                                                   |                   | * G B Li H Sa             |
| 356                                                                                               | Pohádka o Zainalaṣnámovi                                                                                    | |                   | * G B H Li Sa             |
| 357                                                                                               | Pohádka o Súlovi a Šumúle                                                                                   | |                   | *                         |
| 358                                                                                               | Pohádka o ‘Alím Babovi a čtyřiceti loupežnících                                                             | Vypravování o ‘Alím Babovi a čtyřiceti loupežnících (1)                                                        |                   | * G B H Li Sa             |
| 359                                                                                               | Pohádka o lékaři a mladém kuchaři                                                                           | Vypravování o mudrci a mladém kuchaři                                                                          |                   | * B H Sa                  |
| 360                                                                                               | Vypravování o sultánu Jamanském a jeho třech synech                                                         | Vypravování o třech synech sultána Jamanskeho (56)                                                             |                   | {W} Sc B (H)              |
| 361                                                                                               | Vypravování o třech ničemách a sultánu, který se vzdal kralování                                            | Vypravování o třech otrapách a o králi, který se vzdal kralování (57)                                          |                   | {W} Sc B (H)              |
| 362                                                                                               | • Vypravování sultána Muḥammada Ḳáhirského                                                                  | • Vypravování Muhammada, sultána káhirského (58)                                                               |                   | {W} Sc B (H)              |
| 363                                                                                               | • Příběh prvního blázna                                                                                     | • Vypravování prvního blázna (59)                                                                              |                   | {W} Sc B (H)              |
| 364                                                                                               | • Příběh druhého blázna                                                                                     | • Vypravování druhého blázna (60)                                                                              |                   | {W} Sc B (H)              |
| 365                                                                                               | • • Vypravování o mudrci a jeho žáku                                                                        | • • Vypravování o učenci a jeho žáku (61)                                                                      |                   | {W} Sc B (H)              |
| 366                                                                                               | • • Příběh učitele se zlomeným hřbetem                                                                      | • • Vypravování učitele se zlomeným hřbetem (62)                                                               |                   | {W} Sc B (H)              |
| 367                                                                                               | • • Příběh učitele s rozříznutou tváří                                                                      | • • Vypravování učitele s rozříznutou tváří (63)                                                               |                   | {W} Sc B (H)              |
| 368                                                                                               | • • Příběh schromeného učitele                                                                              | • • Vypravování zchromeného učitele (64)                                                                       |                   | {W} B (H)                 |
| 369                                                                                               | • • Vypravování o ženě sultánově a jejích třech dcerách                                                     | • • Vypravování o manželce sultánově a jejích třech dcerách (65)                                               |                   | {W} Sc B (H)              |
| 370                                                                                               | Vypravování o soudci ṭarábuluském, který porodil dítě                                                       | Vypravování o soudci, který porodil dítě                                                                       |                   | {W} Sc B (H)              |
| 371                                                                                               | Vypravování o poživači ḥašíše a soudci a sultánovi                                                          | Vypravování o poživači hašíše a soudci a sultánovi                                                             |                   | {W} Sc B (H)              |
| 372                                                                                               | • Příběh poživače ḥašíše s jeho ženou                                                                       | • Příběh poživače hašíše s jeho manželkou                                                                      |                   | {W} Sc B (H)              |
| 373                                                                                               | • Vypravování Abu-l-Ḳásimovo, jak se stal soudcem                                                           | • Vypravování Abu-l-Kásimovo, jak se stal soudcem                                                              |                   | {W} B (H)                 |
| 374                                                                                               | • Příběh Abu-l-Ḳásima s jeho papučí                                                                         | • Příběh Abu-l-Kásima s jeho papučí                                                                            |                   | {W} B (H)                 |
| 375                                                                                               | • Příběh poživače ḥašíše s Ḳútalḳulúbou                                                                     | • Příběh poživače hašíše s Kútalkulúbou                                                                        |                   | {W} Sc B (H)              |
| 376                                                                                               | • • Příběh Maḥmúda Peršana s drzým Kurdem                                                                   | |                   | {W} Sc B                  |
| 377                                                                                               | • • Vypravování o muži, který přinesl sultánovi zeleninu                                                    | |                   | {W} B                     |
| 378                                                                                               | • • • Pohádka o čarovném ptáku                                                                              | |                   | {W} Sc B (H)              |
| 379                                                                                               | • • Příběh muže, který přinesl sultánovi zeleninu, s otrokyní                                               | |                   | {W} B                     |
| 380                                                                                               | • • • Pohádka o sultánu Jamanském a jeho třech synech                                                       | |                   | {W} Sc B (H)              |
|                                                                                                   | | • • Vypravování o třech otrapách (66)                                                                          |                   |                           |
| 381                                                                                               | • • • Příběh prvního pobudy                                                                                 | • • • Vypravování prvního otrapy (67)                                                                          |                   | {W} Sc B (H)              |
| 382                                                                                               | • • • Příběh druhého pobudy                                                                                 | • • • Vypravování druhého otrapy (68)                                                                          |                   | {W} B (H)                 |
| 383                                                                                               | • • • Příběh třetího pobudy                                                                                 | • • • Vypravování třetího otrapy (69)                                                                          |                   | {W} B (H)                 |
| 384                                                                                               | • • • Pohádka o sultánu Indickém a jeho synu Muḥammadovi                                                    | |                   | {W} Sc B (II)             |
| 385                                                                                               | • • • Pohádka o rybářovu synu                                                                               | |                   | {W} Sc B (H)              |
| 386                                                                                               | • • • Vypravování třetího pobudy o jeho sestřence, kterou znásilnil opičák                                  | |                   | {W} Sc B (H)              |
| 387                                                                                               | Vypravování o Abú Níjovi a Abú Níjatainovi                                                                  | Vypravování o Abú Níjovi a Abú Níjatainovi                                                                     |                   | {W} Sc B (H)              |
| 388                                                                                               | • Příběh šejcha, kterému Iblís oholil bradu                                                                 | |                   | {W} Ø                     |
| 389                                                                                               | • Pohádka o synu krále Sindského a paní Fáṭimě                                                              | • Vypravování o synu krále Sindského a paní Fátimě                                                             |                   | {W} Sc B (H)              |
| 390                                                                                               | Pohádka o milencích syrských                                                                                | Vypravování o milencích syrských                                                                               |                   | {W} Sc B (H)              |
| 391                                                                                               | Příběh al-Ḥadždžádže s mladým saijidem                                                                      | Vypravování o al-Hadždžádžovi a mladém Saijidovi (70)                                                          |                   | {W} Sc B (H)              |
| 392                                                                                               | • Vypravování o chytré dceři vezírově                                                                       | • Vypravování o chytré dceři vezírově (71)                                                                     |                   | {W} Ø                     |
| 393                                                                                               | • Vypravování o králi Kájišovi, jeho bratru Ardašírovi a emíru ‘Urvovi                                      | • Vypravování o králi Kájišovi, jeho bratru Ardašírovi a emíru ‘Urvovi (72)                                    |                   | {W} Ø                     |
| 394                                                                                               | • Pohádka o dívce zakleté v gazelu                                                                          | • Vypravování o dívce zakleté v gazelu (73)                                                                    |                   | {W} Ø                     |
| 395                                                                                               | Pohádka o Mázinovi                                                                                          | |                   | {W} Sc                    |
| 396                                                                                               | Příběh Hárúna ar-Rašída s Mandžábem                                                                         | Vypravování o příběhu Hárúna ar-Rašída s Mandžábem (74)                                                        |                   | {W} Sc B                  |
| 397                                                                                               | • Vypravování Mandžábovo                                                                                    | • Vypravování Mandžábovo (74)                                                                                  |                   | {W} Sc B                  |
| 398                                                                                               | • Vypravování o učni holičově a dervíši                                                                     | • Vypravování o dervíši a učni holičově                                                                        |                   | {W} Sc B (H)              |
| 399                                                                                               | • Vypravování o manželce beduinově a jejím milenci                                                          | • Vypravování o manželce beduínově a jejím milenci (75)                                                        |                   | {W} B (H)                 |
| 400                                                                                               | • Vypravování o ženě a jejích dvou milencích                                                                | • Vypravování o ženě a jejích dvou milencích (76)                                                              |                   | {W} Ø                     |
| 401                                                                                               | • Vypravování o al-Haifá’ a princi Júsufovi                                                                 | |                   | {W} Sc B                  |
| 402                                                                                               | • Vypravování o třech synech krále Čínského                                                                 | • Vypravování o třech synech krále Čínského                                                                    |                   | {W} Sc B (H)              |
| 403                                                                                               | • Vypravování o napravené manželce                                                                          | • Vypravování o napravené manželce (77)                                                                        |                   | {W} Ø                     |
|                                                                                                   | | Vypravování o zbabělci, jejž jeho žena usvědčila ze lži (78)                                                   |                   |                           |
| 404                                                                                               | • Vypravování o chlubivém manželu                                                                           | • Vypravování o hlupákovi (79)                                                                                 |                   | {W} Ø                     |
| 405                                                                                               | Vypravování o ženě, která klamala svého muže s milenci                                                      | |                   | {W} Ø                     |
| 406                                                                                               | Vypravování o ženě a třech mužích                                                                           | Vypravování o ženě a třech mužích (80)                                                                         |                   | {W} Ø                     |
| 407                                                                                               | Vypravování o vezíru nevinně uvězněném                                                                      | Vypravování o vezíru neprávem uvězněném (81)                                                                   |                   | {W} Sc B (H)              |
| 408                                                                                               | Vypravování o ženě setníkově, jejím milenci a holiči                                                        | Vypravování o manželce setníka, jejím milenci a holiči                                                         |                   | {W} B (H)                 |
| 409                                                                                               | Vypravování o ženě, která napálila čtyři zamilované muže                                                    | Vypravování o ženě, která napálila čtyři zamilované muže (82)                                                  |                   | {W} Sc B (H)              |
| 410                                                                                               | • Vypravování o krejčím a manželce setníkově                                                                | • Vypravovaní o krejčím a manželce setníkově (83)                                                              |                   | {W} Sc B (H)              |
| 411                                                                                               | • Vypravování o muži z Damašku a třech ženách ḳáhirských                                                    | • Vypravování o muži damašském a třech ženách káhirských (84)                                                  |                   | {W} B (H)                 |
| 412                                                                                               | • Vypravování o omezeném ḳá’immaḳámovi                                                                      | • Vypravování o omezeném ká’immakámovi (85)                                                                    |                   | {W} B (H)                 |
| 413                                                                                               | • Vypravování o hvězdopravci, který chtěl vyzkoušet svou manželku                                           | • Vypravování o hvězdopravci, který chtěl vyzkoušet svou manželku (86)                                         |                   | {W} B (H)                 |
| 414                                                                                               | Vypravování o dvorním šaškovi a čtyřech milencích jeho ženy                                                 | Vypravování o dvorním šaškovi a čtyřech milencích jeho ženy (87)                                               |                   | {W} B (H)                 |
| 415                                                                                               | Vypravování o válím a důstojníku a zlodějce                                                                 | Vypravování o zlodějce (88)                                                                                    |                   | {W} B                     |
| 416                                                                                               | Vypravování o Muḥsinovi a Músím                                                                             | Vypravování o Muhsinovi a Músím (89)                                                                           |                   | {W} B                     |
| 417                                                                                               | Vypravování o šviháku Muḥammadu a dceři vojenského soudce                                                   | Vypravování o šviháku Muhammadovi a dceři vojenského soudce                                                    |                   | {W} B (H)                 |
| 418                                                                                               | Vypravování o rolníku a jeho ženě                                                                           | Vypravování o manželce rolníkově, která chtěla otrávit svého manžela (90)                                      |                   | {W} B (H)                 |
| 419                                                                                               | Vypravování o dvou husách                                                                                   | Vypravování o dvou husách (91)                                                                                 |                   | {W} B                     |
| 420                                                                                               | Vypravování o soudci poučeném svou manželkou                                                                | Vypravování o soudci poučeném manželkou                                                                        |                   | {W} Sc B (H)              |
| 421                                                                                               | Vypravování o dceři kupcově a synu krále ‘Iráckého                                                          | |                   | {W} Sc B (H)              |
| 422                                                                                               | Vypravování o Aḥmadu a ‘Alím                                                                                | |                   | {W} Ø                     |
| 423                                                                                               | Vypravování o rolníku a jeho smilné ženě                                                                    | Vypravování o ženě rolníkově, která podváděla manžela s pastýřem (93)                                          |                   | {W} Ø                     |
| 424                                                                                               | Vypravování o pastorku a macechách                                                                          | Vypravování o pastorku a jeho macechách (94)                                                                   |                   | {W} B                     |
| 425                                                                                               | Vypravování o dvou nechutech, damašském a ḳáhirském                                                         | Vypravování o dvou darebách (92)                                                                               |                   | {W} B                     |
| 426                                                                                               | Vypravování o Ḳáhiřanu, Damaščanu a oslu                                                                    | |                   | {W} B                     |
| 427                                                                                               | Příběh Músy a Ibráhíma                                                                                      | Vypravování o Músovi a Ibráhímovi (95)                                                                         |                   | {W} Ø                     |
| 428                                                                                               | • Vypravování o příbězích Berberů                                                                           | • Vypravování o Berberech (96)                                                                                 |                   | {W} Ø                     |
| 429                                                                                               | • • Vypravování o dvou vezírech, Aḥmadu a Muḥammadu                                                         | • • Vypravování o dvou vezírech, Ahmadu a Muhammadu (97)                                                       |                   | {W} Ø                     |
| 430                                                                                               | • • Vypravování o králi al-Mahdím a klamaném manželu                                                        | • • Vypravování o klamaném manželovi (98)                                                                      |                   | {W} Ø                     |
| 431                                                                                               | Příběh ženy s jejím zlodějským pastorkem                                                                    | Vypravování o zlodějském pastorkovi (99)                                                                       |                   | {W} Ø                     |
| 432                                                                                               | Vypravování o baġdádském soudci a jeho ctnostné ženě                                                        | Vypravování o ctnostné manželce bagdádského soudce (100)                                                       |                   | {W} Sc                    |
| 433                                                                                               | • Vypravování o kupeckém synu, který se stal králem                                                         | • Vypravování o kupeckém synu, který se stal králem (101)                                                      |                   | {W} Sc                    |
| 434                                                                                               | • Vypravování o Zunnáru ibn Zunnár a dceři krále ‘Iráckého                                                  | • Vypravování o Zunnáru ibn Zunnár a dceři ‘iráckeho krále (102)                                               |                   | {W} Ø                     |
| 435                                                                                               | Vypravování o šejchu Nakkítovi                                                                              | Vypravování o šejchu Nakkítovi (103)                                                                           |                   | {W} Ø                     |
| 437                                                                                               | • Vypravování o dceři vezíra krále Andaluského a ‘iráckém princi                                            | • Vypravování o dceři vezíra krále andaluského a ‘iráckém synu královském (104)                                |                   | {W} Ø                     |
| 438                                                                                               | • Vypravování o sultánu Ṭailúnovi a štědrém rolníkovi                                                       | • Vypravování o sultánu Tailúnovi a štědrém rolníkovi (105)                                                    |                   | {W} Ø                     |
| 439                                                                                               | • Vypravování o věštci a jeho učedníku                                                                      | • Vypravování o věštci a jeho učedníku (106)                                                                   |                   | {W} Ø                     |
| 440                                                                                               | • Vypravování o dceři kupcově, kterou si vzal král Čínský                                                   | • Vypravování o dceři kupecké, s níž se oženil král čínský (107)                                               |                   | {W} Ø                     |
| 441                                                                                               | Vypravování o soudci a zloději                                                                              | |                   | {R} Viz Chauvin           |
| 442                                                                                               | Vypravování mladého kupce baġdádského                                                                       | |                   | {R} Sc Viz Chauvin        |
| 443                                                                                               | Vypravování o ‘Ámirovi a Ġádirovi                                                                           | |                   | {R} Ø                     |
| 444                                                                                               | Pohádka o Ḥabíbovi a Durratalġauváse                                                                        | |                   | {R} B (H)                 |
| 445                                                                                               | Vypravování o létající židli                                                                                | |                   | {R} Viz Chauvin           |
| 446                                                                                               | Vypravování o Šaddádovi a Sulaimánovi                                                                       | |                   | {R} Ø                     |
| 447                                                                                               | Vypravování o kohoutu a lišce                                                                               | |                   | {R} B (H)                 |
| 448                                                                                               | Vypravování o Ẓáhiru Damašském a jeho synu ‘Alím                                                            | |                   | {R} Viz Chauvin           |
| 449                                                                                               | Vypravování o Ḳamarazzamánovi a Šamse                                                                       | |                   | {R} Ø                     |
| 450                                                                                               | Vypravování o dvou manželích                                                                                | |                   | {R} Viz Chauvin           |
| 451                                                                                               | Vypravování o zlaté holubici                                                                                | |                   | {R} Ø                     |
| 452                                                                                               | Příběh ‘Abbása a al-Manṣúra s nevinně uvězněným                                                             | |                   | {R} Ø                     |
| 453                                                                                               | Vypravování o ‘Aṭṭáfovi                                                                                     | |                   | {R} B (H)                 |
| 454                                                                                               | Vypravování o střelci z kuše                                                                                | |                   | {R} B (H)                 |
| 455                                                                                               | Vypravování o synu královském, který prodal své rodiče do otroctví                                          | |                   | {R} B (H)                 |
| 456                                                                                               | Pohádka o ‘Alím al-Džauharím                                                                                | |                   | {R} Viz Challvin          |
| 457                                                                                               | Vypravování o al-Ma’múnovi a otrokyni                                                                       | |                   | {R} (2)                   |
| 458                                                                                               | Příběh al-Ma’múna s beduinkou z kmene Kiláb                                                                 | |                   | {R} Ø                     |
| 459                                                                                               | Pohádka o Chudádádovi a jeho bratřích                                                                       | |                   | {Ø} G (B) (H) (Li)        |
| 460                                                                                               | Vypravování dcery krále Darjábárského                                                                       | |                   | {Ø} G (B) (H) (Li)        |
| 461                                                                                               | Vypravování o dobrodružství Hárúna ar-Rašída                                                                | |                   | {Ø} G (B) (H) (Li)        |
| 462                                                                                               | • Vypravování Baba ‘Abdalláha                                                                               | |                   | {Ø} G (B) (H) (Li)        |
| 463                                                                                               | • Vypravování Sídí Nu‘mána                                                                                  | |                   | {Ø} G (B) (li) (Li)       |
| 464                                                                                               | • Vypravování Ḥasana Provazníka                                                                             | |                   | {Ø} G (B) (li) (Li)       |
| 465                                                                                               | Vypravování o ‘Alím Chavádžovi                                                                              | |                   | {Ø} G (B) (H) (Li)        |
| 466                                                                                               | Pohádka o Aḥmadovi a Parí Bánú                                                                              | |                   | {Ø} G (B) (li) (Li)       |
| 467                                                                                               | Pohádka o žárlivých sestrách                                                                                | |                   | {Ø} G (B) (H) (Li)        |

### Vysvětlivky
Rámcovitost vypravování je vyznačena odsazením s puntíkem, vnoření příběhu do příběhu se vyskytuje nanejvýš trojnásobné.
V prvním sloupci jsou čísla navržená Tauerem v jeho „Seznamu vypravování“. Ve čtvrtém sloupci je pořadí nocí. V posledním pátém sloupci jsou Tauerem uvedené nejdůležitější arabské tisky a dnes již starší překlady, jejichž přínos byl ve své době zcela nepominutelný a v mnoha ohledech stále trvá.

### Zkratky arabských tisků
- K1 – první tisk kalkatský
- K2 – Kalkatské vydání W. H. Macnaghtena, 1839–1842
- E – egyptské tisky (Bulaḳ 1279 h. = 1862/3), Ḳáhira
- V – Vratislavské vydání M. Habichta a H. L. Fleischera 1825–1843
- S – Ṣalḥáního vydání bejrútské
- {R} – texty, které jsou podle Chauvina (IV, 197–203) pouze v rukopisu[3]
- {W} – oxfordský rukopis Wortley Montagua
- {Ø} – chybí

### Zkratky překladů
- G – Galland
- La – Lane
- Sc – Scott (jen 6. díl)
- B – Burton
- H – Henning (jen Nachtrag)
- Li – Littman
- Sa – Sal’je

## Rukopisy
- Kitâb fîhi hadîth alf layla (Kniha vypravování tisíce nocí), fragment (9. století).
- (syrský rukopis), Bibliothèque nationale de France, Paris (14.–15. století).
- Wortley-Montague, Bodleian Library MSS Nr. 550ľ556, Oxford.

## Edice
- Calcutta I (vydal Šaich Aḥmad ibn Muḥammad Šírvání al-Jamaní / Ahmad ibn Muhamad al-Shirwânî al-Yamanî), The Arabian Nights’ Entertainments in the original Arabic, Published under the patronage of the College of Fort William, by Shuekh Uhmud ibn Moohummud Sheerwanee ool Yumunee, Calcutta 1814–1818. (Pouze dva díly obsahující 200 nocí. Znovu vydáno ve čtyřech dílech v Bulaku 1862ľ1863.) [První Kalkatské vydání; zkratka K1 nebo C1.]
- Bulaq I (vydal al-Šarkáví / Sheikh Abd al-Rahman al-Safti al-Sharqâwî), 2 svazky, Bûlâq (Cairo) 1835. (Reprint: Alif Laila wa-Laila. The Book of a Thousand and One Nights, 2 sv., Baghdad 1965.) [Bulacké vydání; zkratka B.]
- Habicht, Maximilian – Fleischer, Heinrich Leberecht, Tausend und eine Nacht. Arabisch. Nach einer Handschrift aus Tunis, 12 sv., Breslau 1825–1843. [Vratislavské, Wrocławské nebo též Breslauské vydání; zkratka V nebo H.]
- Macnaghten, William Hay, The Alif Laila, or Book of the Thousand Nights and One Night, Commonly Known as ‘The Arabian Nights’ Entertainments;’ Now, for the First Time, Published Complete in the Original Arabic, from an Egyptian Manuscript Brought to India by the Late Major Turner Macan, Editor of the Shah-Nameh, 4 sv., W. Thacker, Calcutta 1839–1842. (Znovu vydáno litograficky v Bombaji 1880.) [Druhé Kalkatské vydání; zkratka K2 nebo C2.]
- Mahdi, Muhsin, The Thousand and One Nights (Alf Layla wa-Layla): From the Earliest Known Sources, Arabic Text edited with Introduction and Notes, sv. 1–3, E. J. Brill, Leiden 1984–1994. [Leydenské vydání; zkratka M.]

## Překlady
- Bencheikh, Jamel Eddine – Miquel, André: Les Mille et Une Nuits, 3 sv., Gallimard, Paris 2005.
- Burton, Richard: The Book of the Thousand Nights and a Night, A plain and literal translation by Richard F. Burton, London 1885–1886. [Zkratka B; podle druhého Kalkatského vydání. První nekastigovaný překlad.]
- Galland, Antoine: Les Mille et Une Nuits: Contes arabes traduits par Galland, 12 sv. 1704–1817 (nové vyd. Gaston Picard, 2 sv., 1960; Garnier, Paris 1975). (Parafráze podle arabského rukopisu dodnes zčásti dochovaného v pařížské Bibliothèque nationale.) [Zkratka G.]
- Henning, Max: Tausend und eine Nacht. Aus dem Arabischen übertragen von Max Henning, Leipzig 1897. [Zkratka H.]
- Lane, E. W.: The Thousand and One Nights, commonly called The Arabian Nights‘ Entertainments, A new translation from the Arabic, London 1839. [Zkratka L; překlad podle Bulackého vydání.]
- Littman, Enno: Die Erzählungen aus den Tausendundein Nächten. Nach dem arabischen Urtext der Calcuttaer Ausgabe vom Jahre 1839 übertragen von Enno Littmann. Leipzig 1928. [Zkratka Li.]
- Lyons, Malcolm – Lyons, Ursula: The Arabian Nights: Tales of 1001 Nights, 3 sv., Penguin, Harmondsworth 2008. [Podle druhého Kalkatského vydání.]
- Mardrus, Joseph-Charles: Le Livre des Mille Nuits et Une Nuit.  Traduction littérale et complète du texte arabe, par le Dr. J. C. Mardrus, Paris 1906.
- Payne, John: The Book of the Thousand Nights and One Night; now first completely done into English prose and verse, from the original Arabic by John Payne, 9 sv., Villon Society, London 1882–1884. [Podle druhého Kalkatského vydání.]
- Sal’je, Michail Aleksandrovič: Тысяча и одна ночь, 8 sv., Academia, Moskva 1929–1939. [zkratka Sa]
- Scott, Jonathan: Tales, Anecdotes and Letters, translated from the Arabic and Persian, Cadell and Davies, London 1800.
- Scott, Jonathan: Tales Selected from the Manuscript copy of the 1001 Nights brought to Europe by Edward Wortley Montague, Esq., 6 sv., London 1811. [zkratka Sc]
- Tauer, Felix: Kniha Tisíce a jedné noci I–VIII (Podle kalkatského vydání Macnaghtenova z let 1839–1842 se zřením k tisku bulackému z r. 1279 h. z arabštiny přeložil a závěrečnou studii napsal Felix Tauer), Nakladatelství Československé Akademie věd, Praha 1958–1963 (2. vydání).
- Tauer, Felix: Z vyprávění Šahrazádiných, Světová knihovna, Odeon, Praha 1967. (Výbor z vydání Habichtova, dále z rukopisu Aja Sofja 3397 podle Wehrova vydání a do třetice z rukopisu Wortley Montaguova.)
- Tauer, Felix: Erzählungen aus den Tausendundein Nächten. Zum ersten Male aus dem arabischen Urtext der Wortley Montague-Handschrift der Oxforder Bodleian Library übertragen und herausgegeben von Felix Tauer, Insel Verlag, Frankfurt am Main 1966.
- Tauer, Felix: Tisíc a jedna noc 1–5 (podle egyptské redakce z druhé poloviny XVIII. století v úplném znění kalkatského vydání W. H. Macnaghtena z let 1839–1842, Vypravování o ʻAlá’ddínovi a kouzelné lampě podle edice H. Zotenberga a vypravování o Hárúnu ar-Rašídovi a kováři Básimovi podle bejrútského vydání A. Sálháního S. J.), Odeon, Praha 1973–1975 (3. vydání slohově přepracované).
- Tauer, Felix: Neue Erzählungen aus den 1001 Nächten, 2 sv, 1982.
- Weil, Gustav: Tausend und eine Nacht. Arabische Erzählungen. Zum Erstenmale aus dem arabischen Urtext übersetzt von Dr. Gustav Weil, 4 sv., Stuttgart – Pforzheim 1838–1841.

## Dosavadní seznamy
První podrobný seznam publikoval roku 1896 William Forsell Kirby jako dodatek k anglickému překladu Richarda Francise Burtona. Další přehled, tentokrát k francouzským překladům, pochází od Nikity Elisséeffa, který se podrobně věnoval tématům a motivům v arabských vyprávěních Tisíce a jedné noci. Podrobně jsou všechny příběhy podchyceny a komentovány v tisícajednonoční encyklopedii z roku 2004. V přehledné konkordanci překladů tam uvádějí celkem 551 textů.